# جنگ بوسنی
جنگ بوسنی یا جنگ در بوسنی و هرزگوین، جنگی مسلحانه و بین‌المللی بود که بین ۵ آوریل ۱۹۹۲ تا ۱۴ دسامبر ۱۹۹۵ بین بوسنی و هرزگوین، کرواسی و صربستان جریان داشت و با امضای توافق دیتون در شهر دیتون ایالت اوهایو ایالات متحده آمریکا پایان یافت.
باور عمده بر این است که عدم اختلاف نژادی تا پیش از سال ۱۹۸۰ به دلیل ملی‌گرایی مؤثری بود که مارشال یوسیپ بروز تیتو حکمفرما کرده بود. پس از فروپاشی یوگسلاوی، و در هنگام ریاست‌جمهوری اسلوبودان میلوشویچ در صربستان او حس ملی‌گرای صرب‌ها را در سخنرانی معروف به گازیمستان برافروخت. او در این سخنرانی به نبرد کوزوو اشاره کرد. حس قربانی بودن صرب‌ها و نیز احساس دشمنی نسبت به بوسنیایی‌ها بر اثر داستان‌های اغراق‌آمیز مبنی بر نقش گروه کوچکی از بوسنیایی‌ها در محاکمهٔ صرب‌ها به هنگام نسل‌کشی اوستاش در دههٔ ۱۹۴۰ برانگیخته شد. تبلیغات صرب‌ها این‌طور وانمود می‌کرد که بوسنیایی‌ها از نظر نژادی متفاوت و بیش‌تر ترک‌تبار هستند. در حالی که تست‌های دی‌ان‌ای نشان می‌دهد هر دو گروه صرب‌ها و بوسنیایی‌ها خزانه ژنی مشترکی دارند. با همهٔ کارزار نفرتی که دولت صربستان هدایت می‌کرد، برخی از صرب‌ها کوشیدند تا از بوسنیایی‌ها در برابر این ستم‌ها دفاع کنند که به تهدید این دسته از صرب‌ها انجامید. به‌طوری که نظامیان در برهه‌ای با بلندگو اعلام می‌کردند «هر صربی که مسلمانی را محافظت کند درجا کشته می‌شود».
درگیری‌ها نخست در سال ۱۹۹۱ در اسلوونی و کرواسی و سپس سال بعد از آن به‌شکلی بسیار خونین در بوسنی اتفاق افتاد. صرب‌های بوسنی با الهام گرفتن از اسلوبودان میلوشویچ، که ملی‌گرایی را جایگزین کمونیسم کرده بود، سعی کردند بوسنی و صربستان را با هم ادغام کنند؛ اقدامی که گویی پژواکی از رؤیای گاوریلو پرنسیپ بود.
اما مسلمانان بوسنیایی خواستار جدایی از یوگسلاوی سابق بودند. در چنین حالی صرب‌های ساکن بوسنی با این اقدام مخالفت کرده و به سرکوب مسلمانان پرداختند. این حادثه یکی از فجیع‌ترین حوادث تاریخی به‌شمار می‌رود که به نسل‌کشی، قتل‌عام و کشتار گروهی اقوام مختلف بوسنی انجامید. در شهر سارایوو پایتخت بوسنی و هرزگوین هزاران نفر کشته شدند.
ترتیبات سیاسی به‌جا مانده از توافق صلح دیتون در سال ۱۹۹۵ به درگیری‌ها خاتمه داد. اما این توافقات اختلافات ناشی از ایدئولوژی‌های ملی‌گرایانه مسلمانان را که جنگ به‌خاطر آن‌ها آغاز شد، التیام نبخشیده است. همچنین این توافق، کنترل قدری کم‌تر از نیمی از کشور و امکان وتوی سیاست‌های ملی در بوسنی و هرزگوین را در اختیارشان گذاشت، که این امر جلوی توسعهٔ اقتصاد بوسنی را گرفته و زمینه را برای رواج فساد مالی و اداری فراهم کرده است.

## تاریخچه
بر سر تاریخ شروع جنگ بوسنی اختلاف نظر وجود دارد. درگیری‌ها میان مسلمانان بوسنی، صرب‌ها و کروات‌ها در اواخر فوریهٔ ۱۹۹۲ آغاز شد؛ و خصومت کامل در ۶ آوریل ۱۹۹۲ آشکار شد، یعنی همان روزی که ایالات متحده آمریکا و اتحادیه اقتصادی اروپا بوسنی و هرزگوین را به‌عنوان کشور به رسمیت شناختند. میشا گلنی تاریخ شروع جنگ را ۲۲ مارس می‌داند. تام گالاگر آن را ۲ آوریل و ماری کالدور، لورا سیلبر و آلن لیتل این تاریخ را ۶ آوریل می‌دانند. فیلیپ هاموند گفته است که تاریخ ۶ آوریل از همه تاریخ‌ها درست‌تر به نظر می‌آید.
صرب‌ها اولین قربانی جنگ را پدر دامادی می‌دانند که در روز دوم رفراندوم استقلال بوسنی و هرزگوین در ۱ مارس ۱۹۹۲ در جریان یک عروسی کشته شد. قتل‌های سیه‌کوواس در ۲۶ مارس و کشتار بیه‌لینا در اول و دوم آوریل رخ داد.
این جنگ با امضای موافقت‌نامه دیتون میان طرف‌های درگیر در ۱۴ دسامبر ۱۹۹۵ به پایان رسید.

## پیشینه

### فروپاشی یوگسلاوی
جنگ در بوسنی از پیامدهای تجزیه جمهوری فدرال سوسیالیستی یوگسلاوی بود. در سال‌های پایانی جنگ سرد سیستم‌های کنفدراسیونی ضعیف شدند و در نتیجهٔ آن، بحرانی در یوگسلاوی پدید آمد. در این کشور، حزب کمونیست‌های یوگسلاوی که اتحادیه کمونیست‌های یوگسلاوی نام داشت، تا حد زیادی توان ایدئولوژیک خود را از دست داد. در همین زمان و با افزایش حس ملی‌گرایی صربی و افزایش درگیری‌های قومی در کوزوو، سیستم‌های فدراسیونی به فکر عدم تمرکز قدرت در یوگسلاوی و فدرالی شدن افتادند.
بوسنی و هرزگوین از استان‌های سابق امپراتوری عثمانی و سرزمینی چندقومیتی بود. بر طبق منابع سال ۱۹۹۱، ۴۴ درصد مردم این سرزمین، بوسنیایی، ۳۲٬۵ درصد صرب، ۱۷ درصد کروات و ۶ درصد خود را یوگسلاو می‌خواندند.

اسلوبودان میلوشویچ در دههٔ ۱۹۸۰

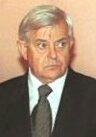
میلان کوچان

در مارس ۱۹۸۹ و پس از تصویب اصلاحیه‌ای در قانون اساسی صربستان که در آن به دولت اجازهٔ تسلط بر استان‌های کوزوو و استان خودمختار وویوودینا را می‌داد، عمیق‌تر شد. تا آن زمان کوزوو و وویوودینا استان‌های مستقل و خودمختاری بودند که یک رأی در سطح فدرال یوگسلاوی داشتند. صربستان تحت رهبری رئیس‌جمهور تازه برگزیده‌شده اسلوبودان میلوشویچ، سه رأی از ۸ رأی در شورای ریاست‌جمهوری یوگسلاوی را در اختیار داشت. با افزودن آراء مونته‌نگرو، صربستان بیشترین تأثیر را در تصمیم‌گیری‌های دولت فدرال داشت. این وضعیت، موجب اعتراضات دیگر جمهوری‌ها شد و آن‌ها خواستار اصلاحات در فدراسیون یوگسلاوی شدند. در چهاردهمین کنگرهٔ فوق‌العادهٔ اتحادیه کمونیست‌های یوگسلاوی، هیئت‌های جمهوری‌ها در حل مشکلات خود با فدراسیون ناموفق ماندند. هیئت‌های اسلوونی و کرواسی کنگره را ترک گفتند. هیئت اسلوونیایی به رهبری میلان کوچان خواستار تغییرات دموکراتیک در فدراسیون شد در حالی که هیئت صرب به رهبری میلوشویچ با آن مخالفت می‌کرد.
در اولین انتخابات چندحزبی در نوامبر ۱۹۹۰ در بوسنی و هرزگوین، رأی‌ها تا حد زیادی با توجه به قومیت افراد ریخته شد. در این انتخابات، حزب اقدام دموکراتیک، حزب دموکرات صرب و اتحادیهٔ دموکرات کروات به پیروزی رسیدند.
این احزاب، قدرت را میان خود تقسیم کردند: ریاست شورای ریاست‌جمهوری جمهوری سوسیالیستی بوسنی و هرزگوین به یک بوسنیایی مسلمان رسید، در حالی که ریاست پارلمان را یک صرب و پست نخست‌وزیری را یک کروات بر عهده داشت. احزاب جدایی‌طلب ملی‌گرا نیز در جمهوری‌های دیگر، نظیر کرواسی و اسلوونی به قدرت رسیدند.

### شروع جنگ‌های یوگسلاوی
در ۲۵ ژوئن ۱۹۹۱ اسلوونی و کرواسی اعلام استقلال کردند که منجر به جنگ ده‌روزه و جنگ استقلال کرواسی در مناطق صرب‌نشین این دو جمهوری شد.
بین سپتامبر تا نوامبر ۱۹۹۱ حزب دموکرات صرب شروع به خلق شش منطقهٔ خودمختار صرب در یوگسلاوی کرد. این حرکت در واقع پاسخی بود به زمزمه‌های جدایی بوسنیایی‌ها از یوگسلاوی. حرکت‌های مشابهی نیز توسط کروات‌های بوسنیایی انجام شد.
در ۲۵ سپتامبر ۱۹۹۱ شورای امنیت سازمان ملل متحد قطعنامه ۷۱۳ شورای امنیت را تصویب کرد که شامل اعمال تحریم‌های تسلیحاتی بر تمامی قلمروهای یوگسلاوی بود. این تحریم‌ها بیش از همه بر ارتش جمهوری بوسنی و هرزگوین اثر منفی گذاشت؛ زیرا ارتش صربستان سهم خود را از زرادخانهٔ ارتش خلق یوگسلاوی در اختیار داشت و ارتش کرواسی از طریق دریا به قاچاق اسلحه می‌پرداخت. بیش از ۵۵ درصد زرادخانه‌ها و سربازخانه‌های یوگسلاوی سابق در خاک بوسنی واقع شده بودند اما بیشتر این مکان‌ها در کنترل صرب‌ها بودند و بقیهٔ این پایگاه‌ها به‌دلیل کمبود برق و مواد خام، عملاً غیرقابل‌استفاده بودند.

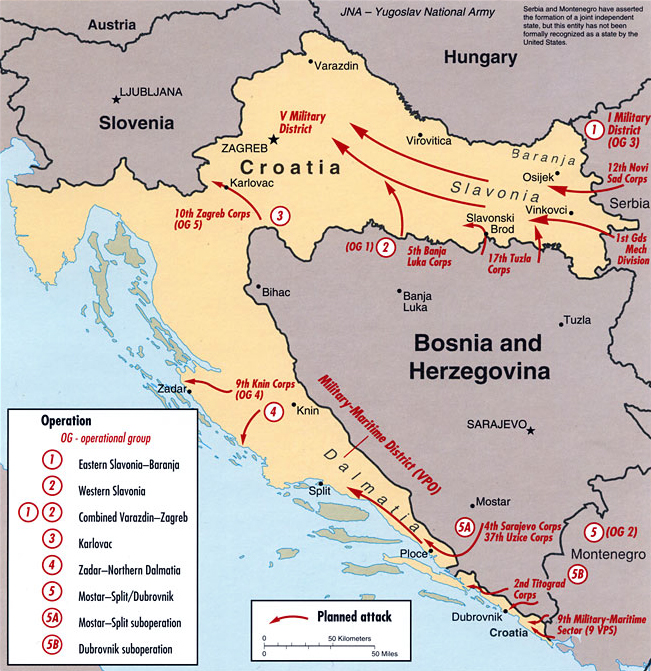
نقشه تهاجم صرب‌ها به ووکوار (نبرد ووکوار)

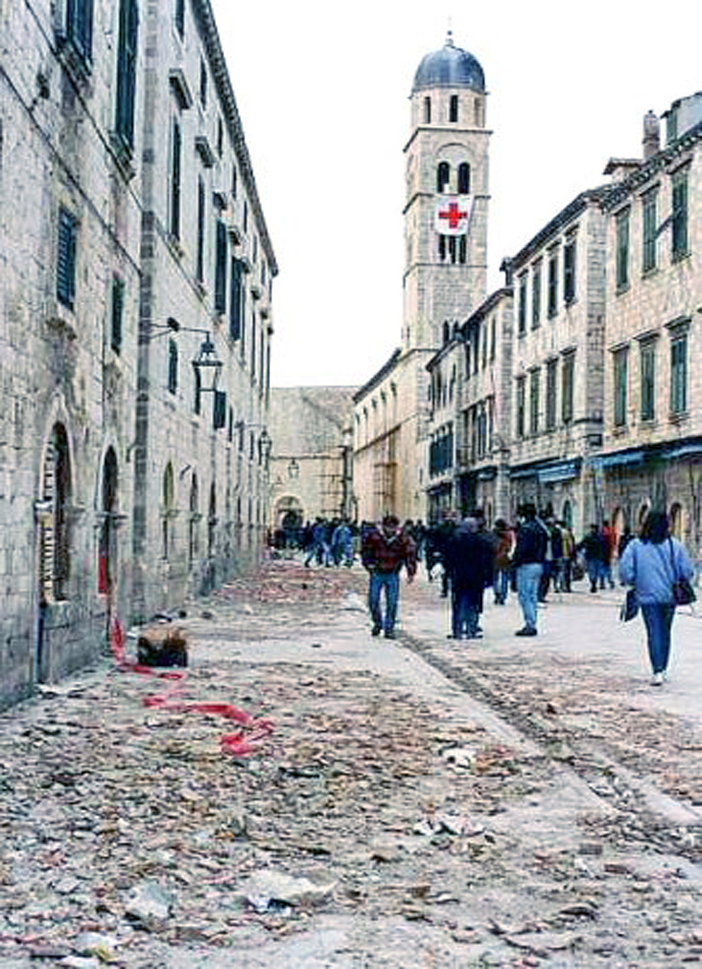
خیابان‌های دوبروونیک در زمان جنگ

در ۱۹ سپتامبر ۱۹۹۱ ارتش خلق یوگسلاوی نیروهای خود را به اطراف شهر موستار به حرکت درآورد که توسط دولت محلی حمایت می‌شد. در ۲۰ سپتامبر ارتش خلق یوگسلاوی به سمت ووکوار و ویشه‌گراد در شمال شرقی بوسنی حرکت کرد. در پاسخ، نیروهای کروات و بوسنیایی سربازخانه‌ها و پست‌های مسلسل خود را راه‌اندازی کردند. آن‌ها در ابتدا توانستند ۶۰ تانک ارتش خلق یوگسلاوی را متوقف کنند اما تا روز بعد، زیر فشار این ارتش پراکنده شدند. بیش از هزار نفر مجبور به فرار از منطقه شدند. این اقدامات که نزدیک به هفت ماه پیش از شروع جنگ بوسنی رخ داد، موجب اولین خسارات و تلفات در بوسنی شد.
پنج روز بعد، ارتش خلق یوگسلاوی در جریان محاصره دوبروونیک به روستای کروات راونو در شرق بوسنی و هرزگوین حمله برد.

### بحران سیاسی آخر
در ۱۵ اکتبر ۱۹۹۱ تفاهم‌نامهٔ حاکمیت بوسنی و هرزگوین از پارلمان جمهوری سوسیالیستی بوسنی و هرزگوین در سارایوو با اکثریت نسبی آرا امضا شد. این تفاهم‌نامه به‌شدت از طرف اعضای صرب پارلمان مورد انتقاد قرار گرفت. این اعضا جلسهٔ پارلمان تصویب این تفاهم‌نامه را تحریم کردند و این قانون تصویب شد. نمایندگان سیاسی صرب در ۲۴ اکتبر، مجلس ملی جمهوری صرب بوسنی را پایه‌گذاری کرده و اعلام کردند که دوست دارند در یوگسلاوی بمانند. در نهایت حزب اقدام دموکرات که توسط اروپا و آمریکا حمایت می‌شد، تصمیم گرفت استقلال خود را اعلام کند.
در ۱۸ نوامبر ۱۹۹۱ اتحادیهٔ دموکرات کروات بوسنی و هرزگوین، جمهوری کروات بوسنی و هرزگوین را پایه‌گذاری کرد. در سند بنیان‌گذاری این جمهوری آمده است که دولت جمهوری بوسنی و هرزگوین را به رسمیت می‌شناسد تا زمانی که بوسنی و هرزگوین به عنوان یک ایالت مستقل در رابطه با یوگسلاوی سابق یا آینده بماند.
میلوشویچ در ۵ دسامبر ۱۹۹۱ به نیروهای ارتش خلق یوگسلاوی در بوسنی و هرزگوین دستور داد تا خود را دوباره سازماندهی کنند. تا پایان ماه، ارتش خلق یوگسلاوی در بوسنی و هرزگوین تنها ده تا پانزده درصد از نیروهای خود را خارج از جمهوری داشت. سیلبر و لیتل معتقدند که میلوشویچ مخفیانه به تمامی سربازان زادهٔ بوسنی ارتش خلق یوگسلاوی دستور داد تا به بوسنی و هرزگوین بروند. برخی معتقدند میلوشویچ ارتش را برای یک ی حمله برنامه‌ریزی شده به بوسنی آماده می‌کرد.
در ۹ ژانویهٔ ۱۹۹۲ صرب‌های بوسنی خود را بخشی از جمهوری صرب بوسنی اعلام کردند اما رسماً اعلام استقلال نکردند. کمیسیون حکمیت کنفرانس صلح یوگسلاوی در ۱۱ ژانویه اعلام کرد که استقلال بوسنی نباید به رسمیت شناخته شود زیرا کشور هنوز برای استقلال خود، رفراندوم برگزار نکرده است.
در ۲۵ ژانویهٔ ۱۹۹۲ و یک ساعت پس از لغو جلسهٔ پارلمان، پارلمان خواستار برگزاری رفراندوم استقلال در ۲۹ فوریه و اول مارس شد. تصمیم برای برقراری این رفراندوم موجب نگرانی‌های بین‌المللی از پی اعلام نتایج آن شد.

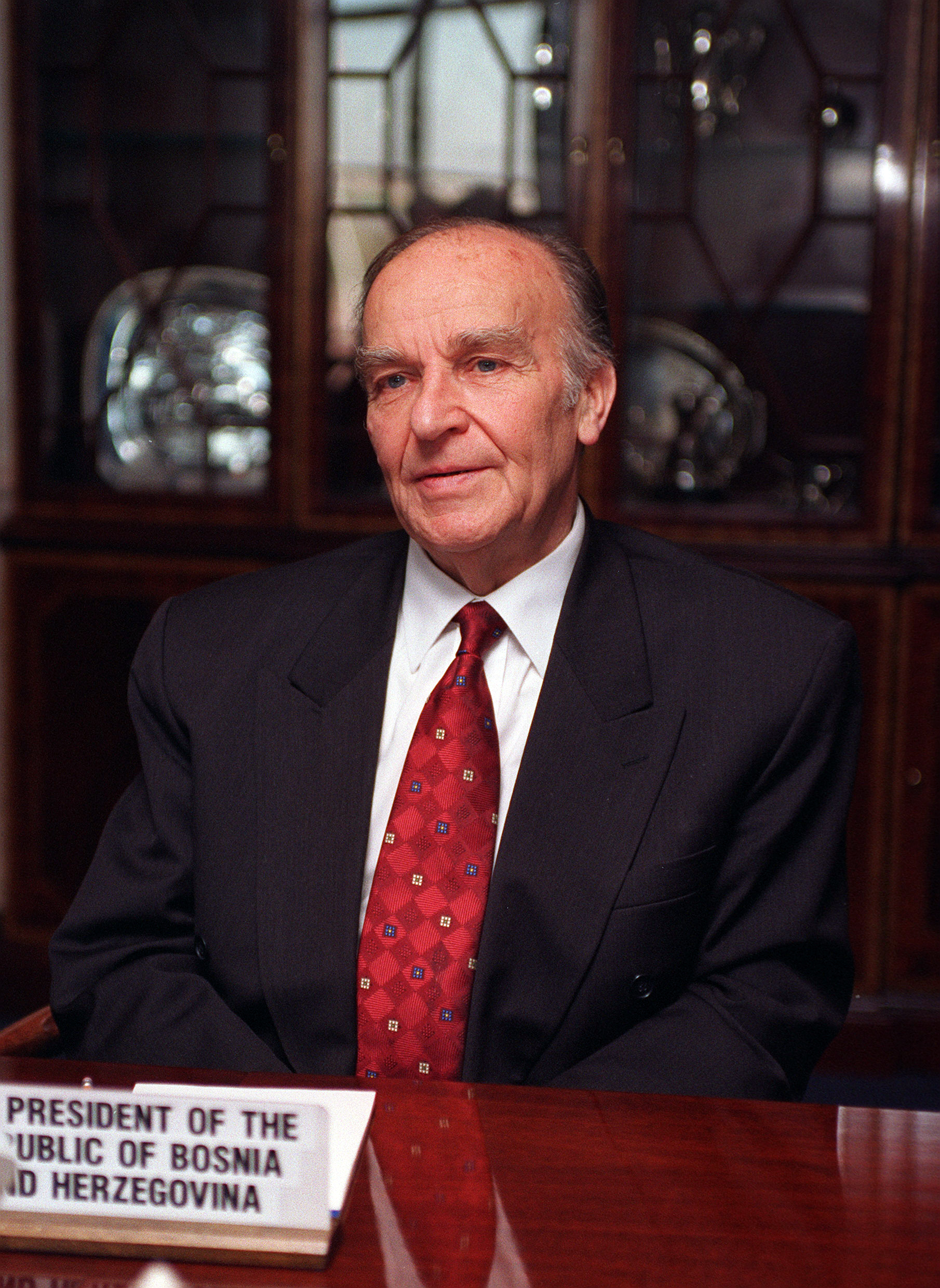
علی عزت بیگویچ در سال ۱۹۹۷ در ایالات متحده

ادامهٔ جنگ در کرواسی موجب صدور قطعنامه ۷۴۳ شورای امنیت در ۲۱ فوریهٔ ۱۹۹۲ شد. در جریان گفتگوهای لیسبون در روزهای ۲۲–۲۳ فوریه که در آن طرح ایجاد یک کشور مستقل از گروه‌های قومیتی مطرح شد، از طرف رهبران بوسنی مورد انتقاد قرار گرفت. در ۲۸ فوریه در قانون اساسی بوسنی و هرزگوین اعلام شد که قلمرو جمهوری شامل قلمروهای مناطق خودمختار صرب و شهرستان‌های دیگر گروه‌های صرب و مناطقی که صرب‌ها در آن به صورت اقلیت باقی مانده بودند خواهد شد.
اعضای مجلس صرب بوسنی از مردم صرب خواستند تا رفراندوم استقلال را تحریم کنند. میزان مشارکت مردم در رفراندوم ۶۳٬۷ درصد اعلام شد که ۹۲٬۷ درصد از رأی‌دهندگان خواستار استقلال بوسنی و هرزگوین شده بودند. اکثریت صرب‌های بوسنی که تقریباً ۳۴ درصد از جمعیت کشور را شامل می‌شدند رفراندوم را تحریم کرده بودند. استقلال بوسنی رسماً در تاریخ ۳ مارس ۱۹۹۲ در پارلمان اعلام شد و صرب‌ها در اعتراض به رفراندوم، شروع به راه‌اندازی راه‌بندان در جاده‌ها کردند.

### ناآرامی‌های مارس ۱۹۹۲
در ۱ مارس ۱۹۹۲ و در جریان بحران سیاسی در یوگسلاوی، یک گنگستر سابق و از اعضای گروه شبه‌نظامی بوسنیایی کلاه سبزها به‌نام رامیز دلالیچ از درون خودروی فولکس‌واگن خود به سمت یک جشن عروسی صربی در مرکز سارایوو آتش گشود. پدر داماد، نیکولا گاردویچ، به‌شدت مجروح و در نهایت کشته شد. رادنکو میکویچ، کشیش ارتدکس صرب نیز مجروح شد اما از تیراندازی جان سالم به در برد.
در ۱۸ مارس ۱۹۹۲ سه طرف درگیر، موافقت‌نامهٔ لیسبون را امضا کردند. علی عزت بیگویچ به نمایندگی از بوسنیایی‌ها، رادوان کاراجیچ به نمایندگی از صرب‌ها و ماته بوبان به نمایندگی از کروات‌ها در این توافق شرکت داشتند. با این‌حال عزت بیگویچ در ۲۸ مارس و پس از ملاقات با وارن زیمرمان سفیر آمریکا در یوگسلاوی، امضای خود را پس گرفت و مخالفت خود را با هرگونه تقسیم‌بندی نژادی در بوسنی اعلام کرد.
در اواخر مارس ۱۹۹۲ درگیری‌هایی میان صرب‌ها، کروات‌ها و بوسنیایی‌ها در نزدیکی برود در بوسنی رخ داد. در نتیجهٔ این درگیری‌ها قتل‌های سیه‌کوواس رخ داد و پس از آن شبه‌نظامیان صرب کشتار بیه‌لینا را صورت دادند. اکثر قربانیان این کشتار، مسلمانان بوسنیایی بودند.

## طرفین درگیر
سه جناح مختلف در این جنگ درگیر بودند:
- بوسنیایی‌ها (وفادار به جمهوری بوسنی و هرزگوین)
- کروات‌ها (وفادار به جمهوری کروات بوسنی و هرزگوین و کرواسی)
- صرب‌ها (وفادار به جمهوری فدرال یوگسلاوی و جمهوری صرب بوسنی)

### بوسنیایی‌ها

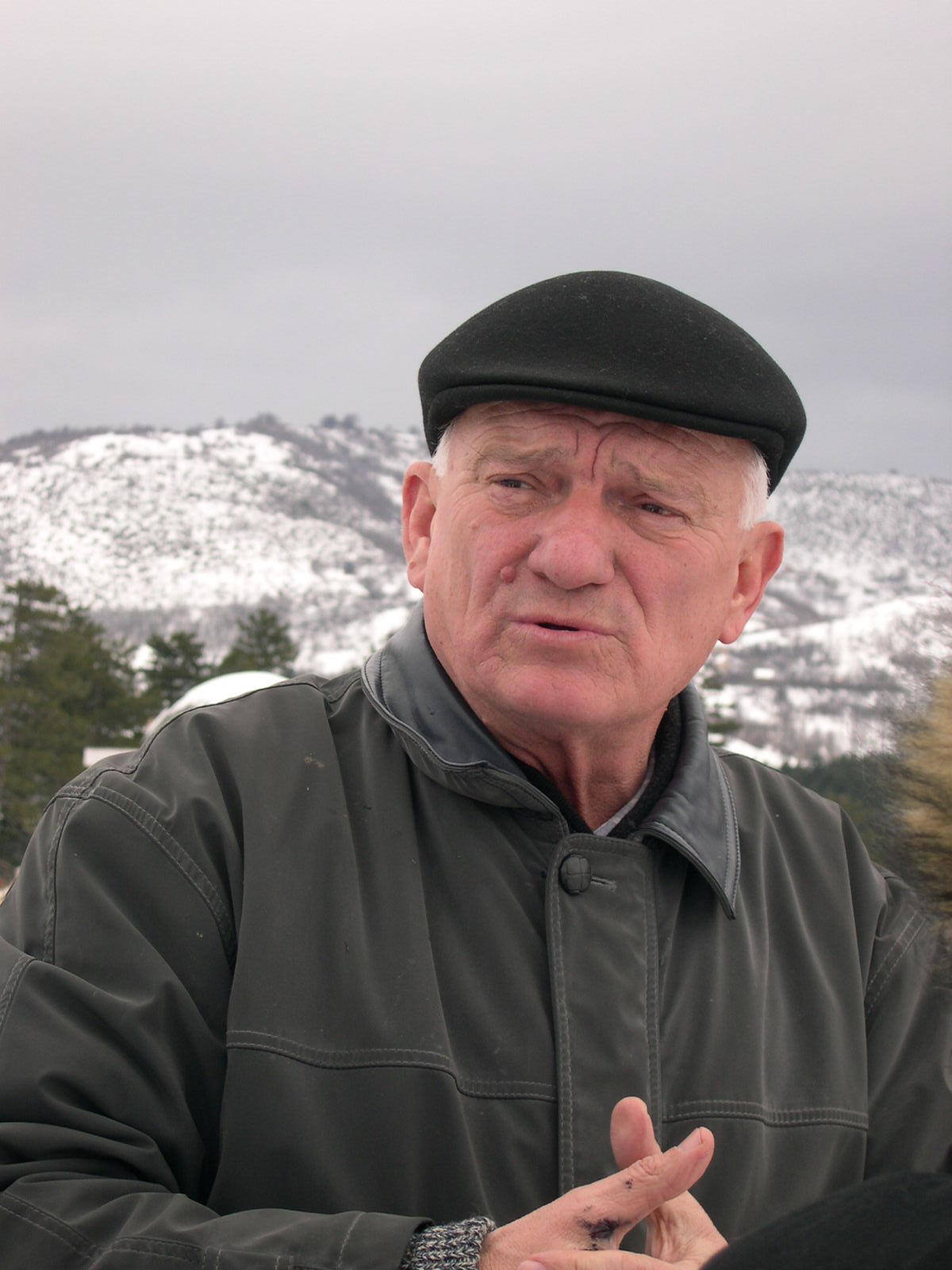
یوان دیویاک

بوسنیایی‌ها ارتش جمهوری بوسنی و هرزگوین را به‌عنوان نیروهای مسلح جمهوری بوسنی و هرزگوین در اختیار داشتند. این نیروها به ۵ سپاه تقسیم می‌شدند. سپاه اول در مناطق سارایوو و گراژده عملیات می‌کرد. سپاه پنجم در غرب بوسانسکا کراینا مستقر بود و با واحدهای شورای دفاع کرواسی در اطراف بیهاچ همکاری می‌کرد. نیروهای دولتی بوسنی برای یک جنگ، بسیار ناآماده و ضعیف بودند.
صفر هلیلویچ فرماندهٔ این ارتش در ژوئن ۱۹۹۲ اعلام کرد که نیروهایش ۷۰ درصد مسلمان، ۱۸ درصد کروات و ۱۲ درصد صرب هستند. درصد سربازان صرب و کروات به‌ویژه در شهرهای سارایوو، موستار و توزلا بالا بود. معاون فرماندهٔ ارتش ژنرال یوان دیویاک بالارتبه‌ترین صرب در ارتش بوسنی بود. ژنرال استیپان شیبر کروات نیز دومین معاون فرمانده بود. عزت بگوویچ کلنل بلاژ کرالیویچ، فرماندهٔ نیروهای دفاعی کرواسی در هرزگوین را از اعضای قرارگاه ارتش بوسنی کرد. البته وی یک هفته بعد ترور شد.
دولت بوسنی برای برداشتن تحریم‌های تسلیحاتی علیه این جمهوری، لابی کرد. اما بریتانیا، فرانسه و روسیه با آن مخالف بودند. با این‌حال کنگره آمریکا با تصویب دو قطعنامه خواستار برداشته شدن این تحریم‌ها شد، اما این قطعنامه توسط بیل کلینتون رئیس‌جمهور وقت، وتو شد زیرا او از ایجاد شکافی میان آمریکا و دیگر کشورهای مذکور می‌ترسید. با این حال آمریکا اجازهٔ ورود اسلحه از کشورها یا گروه‌های اسلام‌گرای دیگر به بوسنی را داد. سازمان اطلاعات نظامی پاکستان نیز در این جنگ نقش فعالی را داشت و اسلحه، مهمات و موشک‌های هدایت‌شونده ضدتانک در اختیار مبارزان مسلمان قرار می‌داد.
در سال ۲۰۰۹ کتابی منتشر شد که شامل ۷۰ جلسه مصاحبهٔ نویسنده با بیل کلینتون بود. در یکی از این جلسات کلینتون اوضاع حاکم در سال ۱۹۹۳ را در مورد جنگ بوسنی چنین شرح می‌دهد:
«کلینتون گفت، متحدان اروپایی ایالات متحده لوایح لغو یا تغییر تحریم را وتو می‌کردند. اروپاییان مخالفت خود را این‌گونه توجیه می‌نمودند که سلاح بیشتر فقط منجر به خونریزی بیشتر است، ولی متحدان کلیدی به‌طور محرمانه دلیل دیگری برای مخالفت خود بیان می‌نمودند. آن‌ها وجود کشور مستقل بوسنی به‌عنوان تنها ملت مسلمان در اروپا را غیرطبیعی می‌دانستند. به گفتهٔ کلینتون، تنها دلیل حمایت آن‌ها از تحریم‌ها این بود که این تحریم‌ها به ضرر بوسنی بودند. وقتی من شگفتی خود را از این منفی‌نگری اروپاییان که یادآور دیپلماسی بی‌تفاوتی آن‌ها در مورد مصیبت یهودیان در جنگ جهان دوم بود بیان کردم، کلینتون جوابی نداد. او گفت، فرانسوا میتران خیلی صریح می‌گفت بوسنی به اروپا تعلق ندارد و مقامات رسمی انگلیس از بازسازی دردناک ولی واقع‌گرایانهٔ اروپای مسیحی سخن می‌گفتند. به‌گفتهٔ کلینتون، صدراعظم آلمان، هلموت کوهل، در تقابل با انگلیس و فرانسه از تلاش‌های مبنی بر بازبینی سیاست تحریم تسلیحاتی سازمان ملل حمایت کرد؛ که این تلاش‌های آلمان به‌دلیل نداشتن کرسی در شورای امنیت سازمان ملل ناموفق بود.»

### کروات‌ها

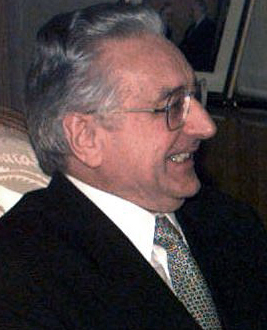
فرانیو توجمان

کروات‌ها نهادی به‌نام شورای دفاع کرواسی را سازماندهی کردند که حکم نیروهای مسلح جمهوری کروات بوسنی و هرزگوین را داشت.
رئیس‌جمهور کرواسی فرانیو توجمان دستور به تأمین امنیت بخش‌های کروات‌نشین بوسنی و هرزگوین داده بود. سیاست‌های او در قبال این جنگ شفاف بودند و هدف نهایی وی همواره گسترش مرزهای کرواسی بود.

### صرب‌ها
صرب‌ها ارتش جمهوری صرب بوسنی را در ۱۲ مه ۱۹۹۲ تشکیل دادند. این ارتش به جمهوری صرب بوسنی وفادار بود.
صربستان از این ارتش حمایت لجستیکی، مالی و تسلیحاتی می‌کرد. صرب‌های بوسنی، بخش قابل‌توجهی از ارتش خلق یوگسلاوی بودند. بیشتر زنجیرهٔ فرماندهی، تسلیحاتی و کارکنان رده‌بالای نظامی و راتکو ملادیچ فرماندهٔ ارتش، عضو ارتش خلق یوگسلاوی بودند.

### گروه‌های شبه‌نظامی و داوطلبان
واحدهای شبه‌نظامی بسیاری در این جنگ شرکت داشتند. از جمله عقاب‌های سفید، گارد داوطلب صرب، اتحادیه میهن‌پرستان، نیروهای دفاعی کرواسی و غیره. گروه‌های شبه‌نظامی صرب و کروات شامل داوطلبانی از این دو کشور می‌شد که توسط احزاب ملی‌گرای سیاسی مختلف در این دو کشور حمایت می‌شدند.
برخی افراد دیگر نیز از کشورهای غیر درگیر در این جنگ، داوطلب این گروه‌ها می‌شدند. به‌عنوان مثال، گروه‌های نئونازی طرف کروات‌ها را می‌گرفتند. جکی آرکلوف نئونازی مشهور پس از بازگشت به سوئد با اتهام جنایت جنگی در جنگ بوسنی روبه‌رو شد. وی اعتراف کرد که در دوران عضویت خود در میان نیروهای کروات در اردوگاه هلیودروم و اردوگاه درتلی دست به جنایت جنگی علیه مسلمانان بوسنیایی نگه‌داری‌شده در آن مکان‌ها زده بود.
بوسنیایی‌ها نیز از طرف گروه‌های اسلام‌گرا حمایت می‌شدند. پاکستان در زمینهٔ نظامی به بوسنیایی‌ها کمک‌های بسیاری کرد.
سازمان اطلاعات نظامی پاکستان اسلحه، مهمات و موشک‌های هدایت‌شونده ضدتانک در اختیار مجاهدین بوسنیایی قرار می‌داد. همچنین طبق گزارش‌های برخی افراد، چند صد تن از نیروهای سپاه پاسداران انقلاب اسلامی نیز در این جنگ به نفع دولت بوسنی نبرد می‌کردند. هم‌چنین حزب‌الله لبنان در بین نیروهای دولتی بوسنی افرادی داشت که به نفع مسلمانان می‌جنگیدند. آن‌ها به سبب مهارت و تجربه‌شان به‌ویژه در مبارزات نزدیک شرکت می‌کردند.

## مقدمه
در جریان جنگ استقلال کرواسی، اسلحه به کشورهای درگیر سرازیر شده بود. ارتش خلق یوگسلاوی صرب‌های بوسنی را مسلح می‌کرد و شورای دفاع کرواسی کروات‌های هرزگوین را. گروه‌های شبه‌نظامی بوسنیایی کلاه‌بره‌های سبز و اتحادیه میهن‌پرستان در پاییز ۱۹۹۱ ایجاد شدند و در فوریهٔ ۱۹۹۲ نقشه‌ای دفاعی طراحی نمودند. در ۴ آوریل ۱۹۹۲ علی عزت بیگویچ به تمامی نیروهای پلیس و سربازان ذخیره در سارایوو دستور داد تا خود را بسیج کنند. بوسنی و هرزگوین در ۶ آوریل اعلام استقلال کرد. بر طبق باور بسیاری تاریخ‌نگاران تاریخ شروع جنگ همین روز بود.

## گاهشمار جنگ

### ۱۹۹۲
در ۶ آوریل ۱۹۹۲ نیروهای صرب به سمت سارایوو آتش گشودند. در دو روز بعد از رود درینا عبور کردند و شهرهای عمدتاً مسلمان‌نشین فوچا، ویشه‌گراد و زوورنیک را محاصره کردند. تا نیمهٔ ماه آوریل، زندگی تمامی مردم بوسنی در جنگ درگیر شده بود. در ۲۷ آوریل دولت بوسنی به ارتش خلق یوگسلاوی دستور داد باید تحت کنترل غیرنظامیان باشد در غیر این‌صورت اخراج می‌شود. در ۲ مه، گروه کلاه‌بره‌های سبز و اعضای گروه‌های محلی، حمله‌ای متقابل به نیروهای پراکندهٔ صرب را آغاز کردند که این حمله باعث تقسیم سارایوو به دو قسمت شد. یک روز بعد، رئیس‌جمهور بوسنی علی عزت بیگویچ به‌دست افسران ارتش خلق یوگسلاوی در فرودگاه سارایوو به گروگان گرفته شد و از آن‌جا تلاش کرد تا برای نیروهای ارتش خلق یوگسلاوی از مرکز شهر سارایوو یک مسیر امن ایجاد کند. یک موافقت‌نامه و آتش‌بس برای تخلیهٔ نیروهای ارتش خلق یوگسلاوی در ۱۸ مه امضا شد و دو روز بعد، شورای ریاست‌جمهوری نیروهای این ارتش را اشغالگر خواند.

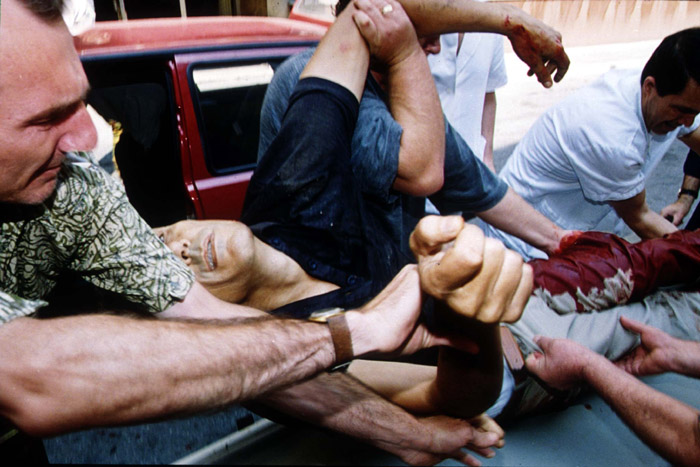
قربانی یک حملهٔ خمپاره‌ای در سارایوو به بیمارستان برده می‌شود.

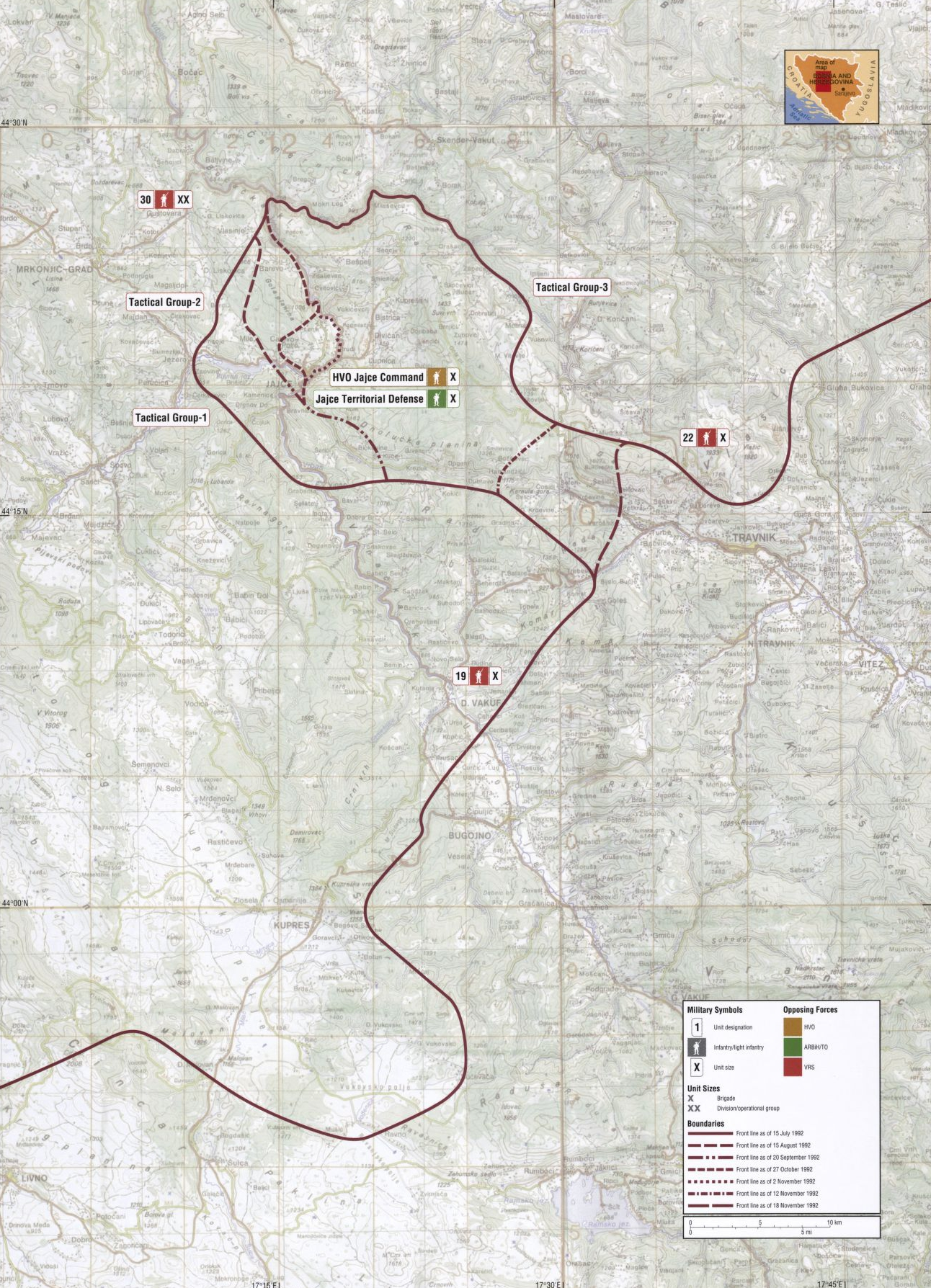
نقشهٔ عملیات ورباس ۹۲

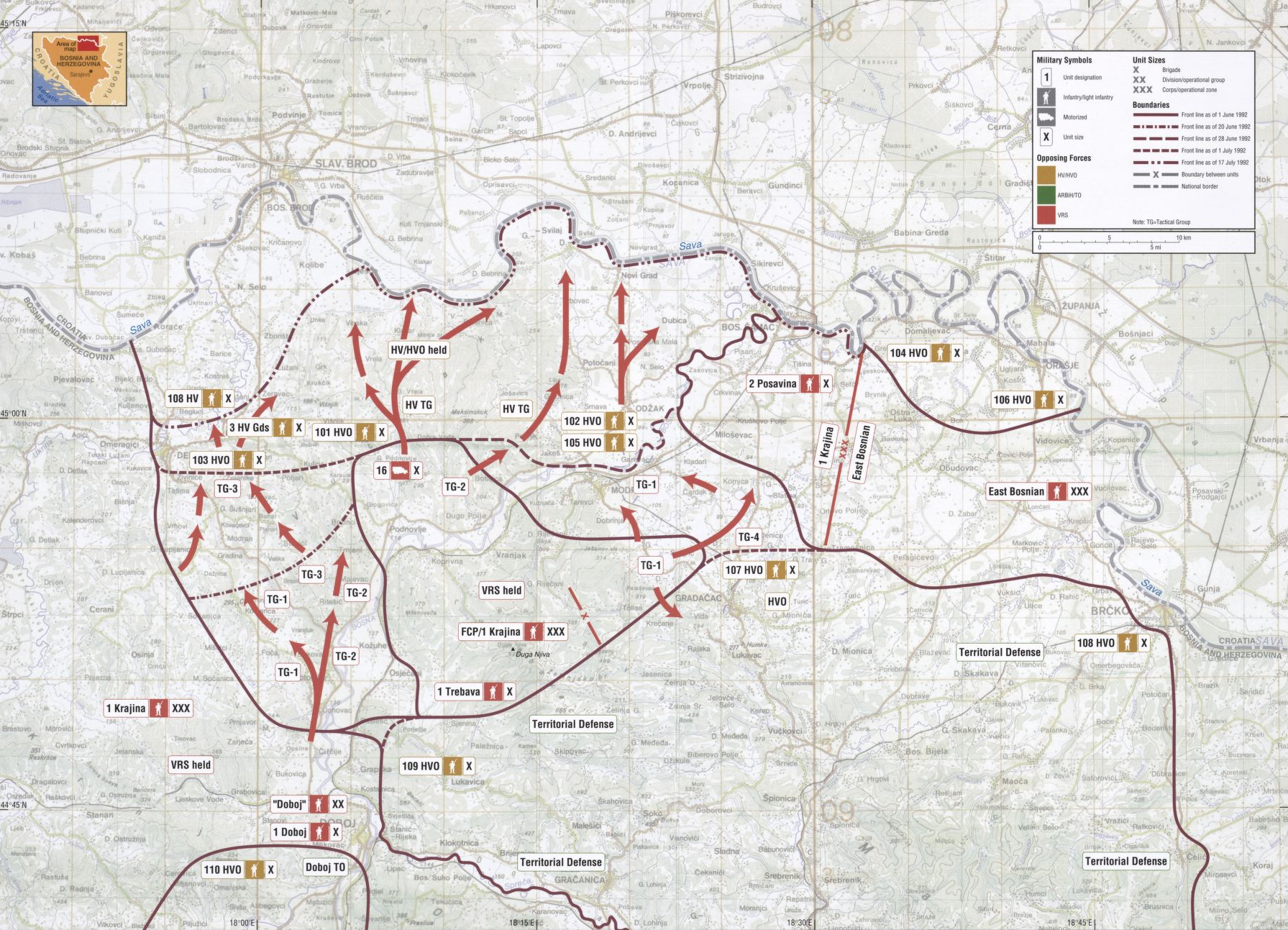
نقشهٔ عملیات کوریدور ۹۲

ارتش جمهوری صرب بوسنی به فرماندهی راتکو ملادیچ به تازگی ایجاد شده بود. آتش گشودن به سارایوو در روزهای ۲۴، ۲۶، ۲۸ و ۲۹ مه توسط پطرس غالی، دبیرکل وقت سازمان ملل به نیروهای ملادیچ نسبت داده شد. تیراندازی به شهروندان در روز ۲۷ مه، منجر به مداخلهٔ غرب و در نهایت صدور قطعنامه ۷۵۷ شورای امنیت شد. در همان روز نیروهای بوسنیایی به سربازخانه‌های ارتش مردمی یوگسلاو حمله بردند. تا ۶ ژوئن آخرین نیروهای ارتش خلق یوگسلاوی، شهر را ترک کرده بودند. آتش‌بس ۲۰ ژوئن که برای تسلط نیروهای سازمان ملل بر فرودگاه سارایوو برای فرود هواپیماهای حامل کمک‌های بشردوستانه توافق شده بود، توسط طرفین درگیر به منظور تسلط به بخش میان شهر و فرودگاه شکسته شد. بحران در فرودگاه سارایوو موجب شد پطرس غالی در ۲۶ ژوئن به صرب‌ها اولتیماتوم دهد و از آن‌ها بخواهد که تیراندازی به شهر را متوقف کنند، به نیروهای سازمان ملل اجازه ورود به فرودگاه را بدهند و اسلحهٔ خود را تحت نظارت سازمان ملل قرار دهند. تیراندازی صرب‌ها به غیرنظامیان و گزارش‌های رسانه‌ها از این حوادث، موجب شده بود که افکار عمومی جهان نظری منفی علیه صرب‌ها داشته باشند.
در خارج از سارایوو، مبارزان موفقیت‌های بسیاری به‌دست آورده بودند. صرب‌ها اکثر شهرهای مسلمان‌نشین حاشیهٔ رودهای درینا و ساوا را تصرف و مردمشان را از شهرها اخراج کرده بودند. تهاجم مشترک نیروهای بوسنیایی و کروات در ماه مه باعث شده بود که نیروهای ارتش خلق یوگسلاوی از مناطق تحت کنترل خود عقب‌نشینی کنند، اما آن‌ها در منطقهٔ پوساوینا و مرکز بوسنی پیشروی کردند. در نیمهٔ ماه مه شهر مسلمان‌نشین سربرنیتسا دوباره به‌دست نیروهای بوسنیایی به فرماندهی ناصر اوریچ افتاد. از ماه مه تا اوت شهر گراژده در محاصرهٔ ڱصرب‌ها بود، تا این‌که آن‌ها توسط ارتش جمهوری بوسنی و هرزگوین عقب رانده شدند و محاصره پایان یافت.
در ۱۵ مه ۱۹۹۲ به نیروهای ارتش مردمی یوگسلاو مستقر در توزلا دستور داده شد که شهر و بوسنی و هرزگوین را ترک کنند و وارد خاک صربستان شوند. توافقی با دولت بوسنی حاصل شده بود که بر طبق آن واحدهای ارتش خلق یوگسلاوی می‌توانستند تا ۱۹ مه بدون درگیری از بوسنی خارج شوند. در ۲۲ مه، جمهوری بوسنی و هرزگوین به‌عنوان یکی از اعضای سازمان ملل پذیرفته شد.
تا ژوئن ۱۹۹۲ شمار آوارگان به ۲٬۶ میلیون نفر رسید.
موافقت‌نامه گراتس در اوایل ماه مه در شهر گراتس میان رهبران صرب‌های بوسنی و کروات‌های بوسنی امضا شد. جنگ کروات‌ها-بوسنیایی‌ها در ژوئن ۱۹۹۲ آغاز شد. تا سپتامبر ۱۹۹۲، ۳۳۵٬۹۸۵ آواره از بوسنی و هرزگوین وارد خاک کرواسی شدند که اکثر این افراد شهروندان مسلمان بوسنیایی بودند. شمار زیاد آوارگان در زیرساخت‌های اقتصادی کرواسی تغییر ایجاد کرد.
در ژوئن ۱۹۹۲ صرب‌های بوسنی عملیات ورباس ۹۲ و عملیات کوریدور ۹۲ را آغاز کردند. گزارش‌هایی از مرگ ۱۲ نوزاد تازه متولدشده در بیمارستان بانیا لوکا بر اثر کمبود مواد لازم به‌عنوان علت فوری این عملیات‌ها اعلام شد. درستی خبر مرگ این نوزادان هم‌چنان مورد سؤال است. بوریساو یوویچ، از مقامات صرب و از اعضای شورای ریاست‌جمهوری یوگسلاوی گفته است که این گزارش تنها از پروپاگانداهای زمان جنگ بوده است. عملیات کوریدور در ۱۴ ژوئن و با حملهٔ یکی از تیپ‌های موتوریزهٔ ارتش جمهوری صرب بوسنی به نزدیکی شهر درونتا آغاز شد. این عملیات برای ارتش جمهوری صرب بوسنی یک موفقیت کامل بود. ارتش کرواسی به گفتهٔ منابع خودشان در حدود ۱۲٬۰۰۰ نفر از نیروهای خود را از دست دادند و از شهرهای برچکو، برود و درونتا عقب رانده شدند و به کرواسی بازگشتند.
در ۴ اوت ۱۹۹۲ یکی از تیپ‌های ارتش جمهوری بوسنی و هرزگوین تلاش کرد که محاصره سارایوو را بشکند و در نتیجهٔ این تلاش، نبرد شدیدی میان نیروهای این ارتش و نیروهای ارتش جمهوری صرب بوسنی در نزدیکی یک کارخانهٔ آسیب‌دیده در حومهٔ یک روستای کوچک رخ داد. نیروهای ارتش جمهوری صرب بوسنی توانستند حمله را خنثی کنند اما در تصرف روستای نزدیک محل حادثه در یک ضدحمله ناکام ماندند.

#### پاکسازی قومی در شرق بوسنی
نیروهای صرب بوسنی به شهروندان غیرصرب ساکن شرق بوسنی حمله می‌کردند. نیروهای صرب-اعم از نظامی، پلیس، شبه‌نظامیان و گاهی خود روستاییان صرب ساکن شهر-خانه‌های شهروندان مسلمان بوسنیایی را خراب کرده یا می‌سوزاندند، شهروندان بوسنیایی را اسیر می‌کردند، می‌زدند یا می‌کشتند. مردان و زنان را از یکدیگر جدا می‌کردند و بسیاری از آنان را برای بازداشت به اردوگاه‌ها می‌فرستادند.

#### پرییدور

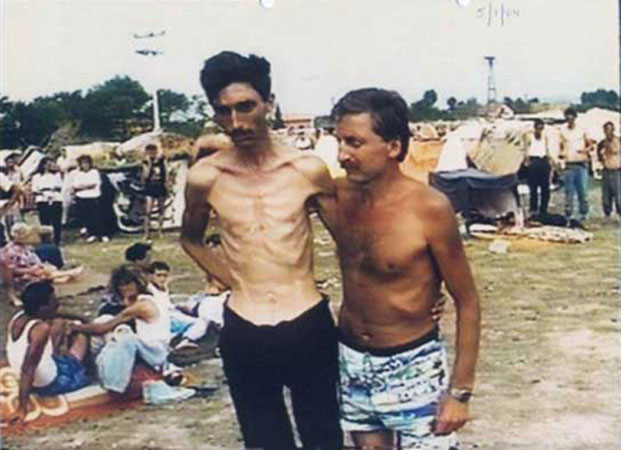
زندانیان در اردوگاه ترنوپولیه

در ۲۳ آوریل ۱۹۹۲ حزب دموکرات صرب تصمیم گرفت که به تمامی نیروهای صرب و ارتش خلق یوگسلاوی دستور تصرف منطقه پرییدور را بدهد. تا پایان آوریل ۱۹۹۲ چندین ایستگاه مخفی پلیس در این منطقه ایجاد شده بود و بیش از ۱۵۰۰ صرب مسلح، آمادهٔ تصرف منطقه بودند.
اعلامیه‌ای توسط سیاست‌مداران حزب دموکرات صرب تهیه شد تا روز پس از تصرف منطقه از رادیو پرییدور پخش و در تمام روز تکرار شود. در شب ۲۹–۳۰ آوریل ۱۹۹۲ منطقه تصرف شد. نیروهای پلیس ذخیره و ایستگاه‌های امنیت عمومی در بخشی از شهر پرییدور جمع شدند. تنها صرب‌ها در آن‌جا حضور داشتند و برخی از آن‌ها یونیفورم نظامی به تن داشتند. به افرادی که در آن‌جا حضور داشتند دستور تصرف کل شهر داده شد و به همین منظور، آن‌ها به ۵ گروه تقسیم شدند. هر گروه در حدود ۲۰ نفر عضو و یک رهبر داشت و به هر گروه دستور تصرف یک ساختمان اصلی در شهر داده شد. یکی از گروه‌ها باید ساختمان شورا را تصرف می‌کرد، یکی ساختمان اصلی پلیس، یکی ساختمان دادگاه‌ها، یکی بانک و آخری ادارهٔ پست.
مقامات صرب، چندین اردوگاه کار اجباری ایجاد کردند و فرماندهان آن‌ها را نیز تعیین نمودند. کارخانهٔ کراترم در روزهای ۲۳–۲۴ مه ۱۹۹۲ تبدیل به یک اردوگاه کار اجباری شد و به اردوگاه کراترم شهرت یافت. مجتمع معدن اومارسکا که در ۲۰ کیلومتری شهر پرییدور واقع شده بود، تبدیل به یک اردوگاه دیگر شد (اردوگاه اومارسکا). اولین بازداشتگاه‌ها در اردوگاه در روزهای ۲۶–۳۰ مه ۱۹۹۲ ایجاد شدند. بر طبق اسناد به‌دست آمده از مقامات صرب از پرییدور، ۳٬۳۳۴ زندانی از ۲۷ مه تا ۱۶ اوت ۱۹۹۲ در اردوگاه نگه داشته می‌شدند که ۳٬۱۹۷ نفر از آن‌ها از مسلمانان بوسنیایی و ۱۲۵ نفر از آنان کروات بودند. اردوگاه ترنوپولیه دیگر اردوگاهی بود که در ۲۴ مه ۱۹۹۲ در روستای ترنوپولیه برپا شد. تمامی نگهبانان اردوگاه از نظامیان صرب بودند.
دادگاه بین‌المللی کیفری یوگسلاوی سابق در بررسی‌های خود نتیجه گرفته که تصرف شهر، یک کودتای غیرقانونی از جانب صرب‌ها بوده که از قبل هم برای آن برنامه‌ریزی شده بود. این نقشه‌ها و برنامه‌ها هرگز از صرب‌ها پنهان نبود و تصرف شهر، نتیجهٔ اقدام هماهنگ ارتش، پلیس و سیاست‌مداران صرب بود.
نیروهای ارتش خلق یوگسلاوی تحت کنترل صربستان، پیش از عقب‌نشینی سربازان غیربوسنیایی در ۱۹ مه، بیش از ۶۰ درصد از منطقهٔ پرییدور را تصرف کرده بودند. یکی از دلایل اصلی آن این بود که آن‌ها مسلح‌تر از بوسنیایی‌ها و سربازان کروات بوسنی بودند و سازماندهی بهتری هم داشتند. آن‌ها به مناطقی که از نظر قومیتی مخلوط بود حمله بردند. فوچا، دوبوی، زوورنیک، بیه‌لینا، روگاتیتسا، ولاسنیتسا، براتوناتس، پرییدور، برچکو، سانسکی موست، کلیوچ، درونتا، مودریچا، نوی گراد، بوسانسکا کروپا، برود، گلاموچ، بوسانسکی پترواتس، ویشه‌گراد، چاینیچه، دونیی واکوف و بخش‌هایی از سارایوو همه از مناطقی بودند که صرب‌ها آن‌ها را تحت کنترل خود درآوردند و مسلمانان بوسنیایی و کروات‌های ساکن این مناطق را اخراج کردند. در مناطقی که خلوص نژادی همگن‌تری داشتند درگیری‌ها نیز بیشتر بود مانند بانیا لوکا، دوبیتسا، گرادیشکا، بیلچا، گاکو، هان پییساک، کالینوویک، نوسینیه، تربینیه و رودو. این مناطق نیز در نهایت به تصرف صرب‌ها درآمد و مردمان غیرصرب آن اخراج شدند. مناطق مرکزی بوسنی و هرزگوین (سارایوو، زنیتسا، ماگلای، زاویدویچی، بوگوینو، موستار، کونییتس و غیره) به مناطق تحت کنترل صرب‌ها در بوسنی و هرزگوین تبدیل شدند.

#### موفقیت‌های شورای دفاع کرواسی در مرکز بوسنی

پرچم شورای دفاع کرواسی

نیروهای شورای دفاع کرواسی - که اصلی‌ترین نیروی کروات در نبرد بودند - ترجیح می‌دادند مناطق بیشتری از خاک بوسنی را تصرف کنند و در ازای آن از دفاع از مناطق خود در بوسنی از صرب‌ها تا حدود زیادی صرف‌نظر کنند زیرا نیروهای صرب به تجهیزات سنگین مجهز بودند. در راستای رسیدن به این هدف، نیروهای شورای دفاع کرواسی با پشتیبانی ارتش کرواسی حملاتی را علیه شهروندان مسلمان بوسنیایی ساکن هرزگوین و مرکز بوسنی آغاز کردند که منجر به پاکسازی قومی در این مناطق شد.
با این اوصاف بوسنیایی‌ها از همه طرف از جانب صرب‌ها و کروات‌ها محاصره شده بودند. هیچ راهی برای ورود و خروج مواد غذایی یا اسلحه برای آنان وجود نداشت. چیزی که بیش از همه در این مقطع زمانی به آن‌ها کمک کرد، وجود مجتمع‌های صنایع سنگین در این کشور بود که قابلیت تبدیل به واحدهای تولید سخت‌افزار نظامی را داشتند. در اوت ۱۹۹۲ بلاژ کرالیویچ از رهبران سابق شورای دفاع کرواسی به‌دست سربازان این شورا کشته شد. وی از معدود رهبران ملی‌گرای کروات بود که تلاش داشت اتحاد میان کروات‌ها و بوسنیایی‌ها را زنده نگه دارد.
در اکتبر ۱۹۹۲ نیروهای کروات به شهروندان بوسنیایی در شهر پروزور حمله کردند، آنان را کشتند و خانه‌هایشان را سوزاندند. بر طبق مدارک ارائه‌شده در دادگاه یادرانکو پرلیچ در دادگاه بین‌المللی کیفری یوگسلاوی سابق، اکثر شهروندان مسلمان این شهر و چندین روستای اطراف، قتل‌عام شدند.

### ۱۹۹۳

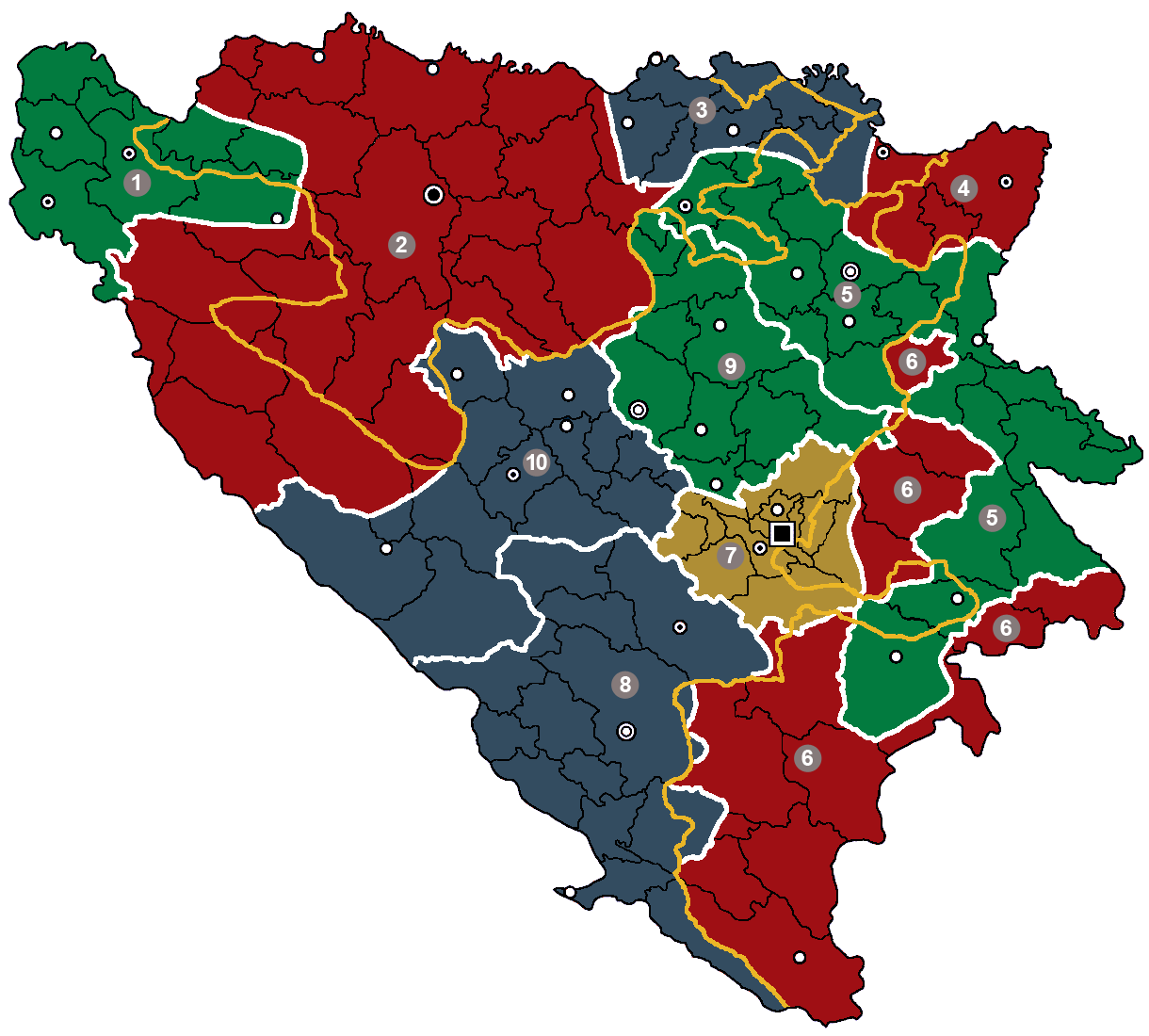
اولین نسخه از طرح ونس-اوئن که بوسنی و هرزگوین را به ده استان تقسیم می‌کرد:
استان‌های بوسنیایی‌ها
استان‌های کروات‌های بوسنی و هرزگوین
استان‌های صرب‌های بوسنی و هرزگوین
منطقه سارایوو
مرز موافقت‌نامه دیتون

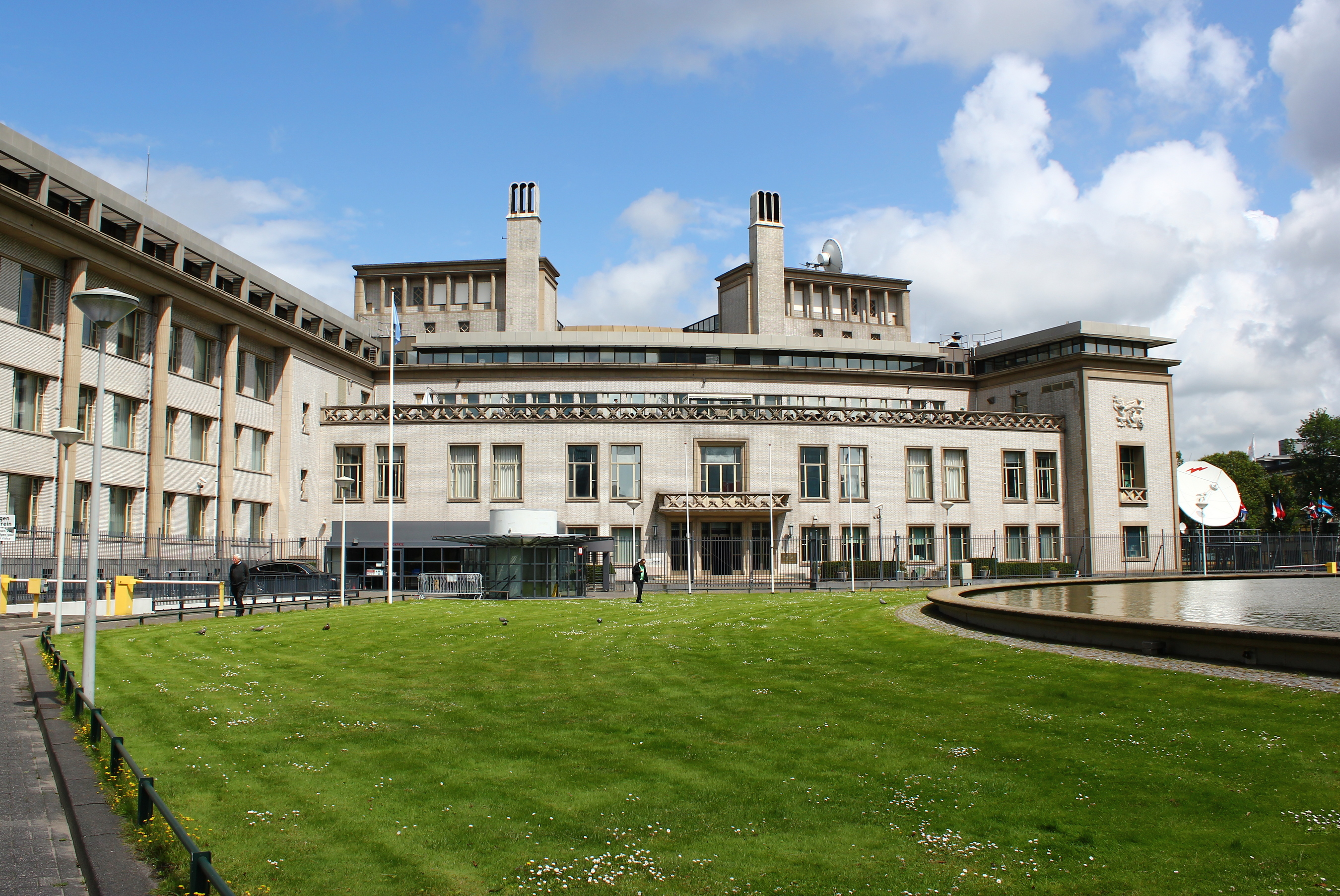
ساختمان دادگاه در لاهه

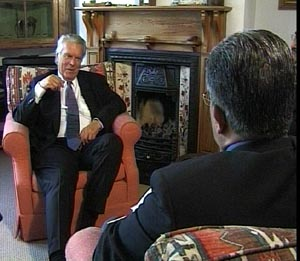
دیوید اوئن که طرح صلح ونس-اوئن را مطرح کرد، در حال مصاحبه با خبرنگار ایرانی علی‌اکبر عبدالرشیدی

در ۷ ژانویهٔ ۱۹۹۳ یک واحد از ارتش جمهوری بوسنی و هرزگوین به فرماندهی ناصر اوریچ بین ۴۶ تا ۴۹ نفر از شهروندان صرب ساکن روستای کراویتسا را کشتند. این حمله از عمد در روز کریسمس ارتدوکس‌ها انجام شد زیرا در این روز صرب‌ها در تعطیلات کریسمس بودند و ناآماده بودند. نیروهای بوسنیایی از منطقهٔ امن سربرنیتسا برای حمله به روستاهای صرب‌نشین و دوباره فرار به این منطقهٔ امن استفاده می‌کردند زیرا عملیات نظامی در این منطقه مجاز نبود و در نتیجه آنان در امان بودند. در مجموع بیش از ۳۰۰۰ صرب میان سال‌های ۱۹۹۲ تا ۱۹۹۵ در این منطقه کشته شدند و صدها روستا با خاک یکسان شد. دلیل اصلی این که ارتش جمهوری صرب بوسنی تصمیم به تصرف این منطقه گرفت نیز همین بود. بسیاری از سربازانی که در جریان تصرف سربرنیتسا حضور داشتند اعضای خانواده خود را در جریان همین حملات از دست داده بودند. در سال ۲۰۰۶ اوریچ در دادگاه بین‌المللی کیفری یوگسلاوی سابق به اتهام جلوگیری نکردن از کشتارها مقصر شناخته شد و به ۲ سال زندان محکوم شد.
در ۸ ژانویهٔ ۱۹۹۳ صرب‌ها کاروان سازمان ملل متحد را که حامل هاکیا تورایلیچ، معاون نخست‌وزیر بوسنی و هرزگوین بود متوقف کردند و او را به قتل رساندند.
چندین توافق‌نامهٔ آتش‌بس میان طرفین درگیر به امضا رسید اما همهٔ توافق‌نامه‌ها در نهایت توسط یکی از طرفین درگیر نقض می‌شد. سازمان ملل متحد چندین بار تلاش کرد تا جنگ را متوقف کند اما هر بار ناکام ماند. سال ۱۹۹۳ زمان اوج درگیری‌های جنگ کروات‌ها-بوسنیایی‌ها بود. در ژانویهٔ ۱۹۹۳ نیروهای کروات به گورنیی واکوف-اوسکوپلیه حمله کردند تا هرزگوین را از بوسنی جدا کنند.
در ۲۲ فوریهٔ ۱۹۹۳ شورای امنیت سازمان ملل متحد قطعنامه ۸۰۸ شورای امنیت را به تصویب رساند که در آن عنوان شده بود «باید یک دادگاه بین‌المللی برای تعقیب حقوقی افراد مسئول برای نقض جدی قوانین بشردوستانهٔ بین‌المللی تشکیل شود.» در نیمهٔ اول سال ۱۹۹۳ سازمان ملل طرح صلح ونس-اوئن را مطرح کرد. این طرح در ۱۵–۱۶ مه همان سال، به رأی گذاشته شد و ۹۶ درصد صرب‌ها طرح را نپذیرفتند. این طرح، کشور بوسنی را به سه ناحیهٔ قومی تقسیم می‌کرد که هرکدام در دست یک گروه قومی بود.
با تصویب قطعنامه ۸۲۷ شورای امنیت در ۲۵ مه ۱۹۹۳ دادگاه بین‌المللی کیفری یوگسلاوی سابق تشکیل شد. در آوریل همان سال نیز قطعنامه ۸۱۶ شورای امنیت تصویب شد که ایجاد یک منطقهٔ پرواز ممنوع را بر فراز خاک بوسنی و هرزگوین خواستار شده بود. ناتو فرماندهی عملیات منع پرواز را برای ایجاد این منطقه بر عهده گرفت.

#### گلوله‌باران گورنیی واکوف
گورنیی واکوف-اوسکوپلیه شهری در جنوب دره لاشوا در بوسنی و هرزگوین است. برای کروات‌ها این شهر به‌دلیل ارتباط میان دره لاشوا و هرزگوین در دولت خودخوانده جمهوری کروات بوسنی و هرزگوین از اهمیت زیادی برخوردار بود. نیروهای کروات بیشتر مناطق تاریخی مرکز شرقی شهر را گلوله‌باران می‌کردند. شروع گلوله‌باران رسماً از ۱۱ ژانویه ۱۹۹۳ آغاز شد.
در جریان مذاکرات برای آتش‌بس در گورنیی واکوف، کلنل آندریچ به نمایندگی از شورای دفاعی کرواسی از ارتش جمهوری بوسنی و هرزگوین خواست تا سلاح‌های خود را زمین بگذارند و به شورای دفاعی کرواسی اجازه کنترل بر شهر را بدهند. این درخواست از طرف ارتش جمهوری بوسنی و هرزگوین پذیرفته نشد و حملات ادامه یافت و بسیاری از شهروندان مسلمان بوسنیایی روستاهای اطراف قتل‌عام شدند.
در جریان پاکسازی قومی دره لاشوا، ارتش کرواسی منطقه را محاصره کرد و شورای دفاع کرواسی برای ۷ ماه منطقه را با توپخانه سنگین، تانک و تک‌تیرانداز مورد هجوم قرار داد. با اینکه مقامات صرب علت اصلی این حملات را حضور نیروهای شبه‌نظامی بوسنیایی در منطقه اعلام کردند، با این حال مقامات بریتانیایی اذعان داشته‌اند که هیچ نیروهای شبه‌نظامی بوسنیایی در این منطقه وجود نداشته است. این حملات و گلوله‌باران‌ها در مجموع صدها کشته و مجروح برجا گذاشت که اکثراً از شهروندان مسلمان بوسنیایی بودند.

#### پاکسازی قومی دره لاشوا

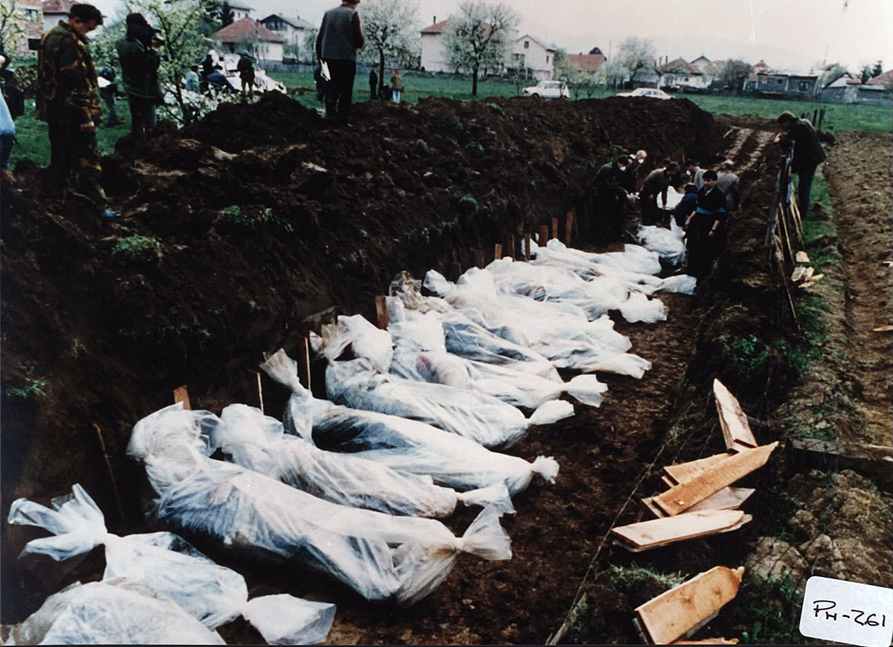
اجساد کشته‌شدگان در آوریل ۱۹۹۳ در اطراف شهر ویتز

پاکسازی قومی دره لاشوا به موارد متعدد جنایات جنگی که در جریان جنگ بوسنی توسط نیروهای نظامی، سیاسی و رهبری کروات‌های جمهوری کروات بوسنی و هرزگوین علیه مسلمانان بوسنیایی در دره لاشوا انجام گرفت گفته می‌شود. این عملیات از می ۱۹۹۲ تا مارس ۱۹۹۳ ادامه داشت. این عملیات در راستای اهداف ملی گرایانه‌ای بود که توسط ملی گرایان کروات در نوامبر ۱۹۹۱ چیده شده بودند آغاز شد. شهروندان مسلمان بوسنیایی دره لاشوا همواره به دلایل سیاسی و مذهبی مورد اذیت و آزار قرار گرفتند. بسیاری از مسلمانان مورد قتل‌عام، تجاوز و زندان در اردوگاه قرار گرفتند و بسیاری از خانه‌ها و اماکن فرهنگی مربوط به مسلمانان تخریب شدند. این کشتار و پاکسازی همراه با پروپاگاندای ضدبوسنیایی در مناطق ویتز، بوسوواچا، نووی تراونیک، کیسه‌لیاک و اهمیچی ادامه یافت. جوان‌ترین قربانی یک نوزاد سه‌ماهه بود که به گهواره‌اش شلیک شده بود و مسن‌ترین قربانی یک زن ۸۱ ساله بود. این کشتار بزرگ‌ترین کشتار رخ داده در جریان درگیری‌های میان بوسنیایی‌ها و کروات‌ها بود.
دادگاه بین‌المللی کیفری یوگسلاوی سابق این کشتار را جنایت علیه بشریت به حساب آورده و تعدادی از رهبران سیاسی و نظامی کروات را مسئول دانسته است. داریو کوردیچ متهم اصلی این پرونده بود. بر پایه اسناد متعدد موجود به‌دست‌آمده از شورای دفاع کرواسی، رهبران کروات یک برنامه جامع برای پاکسازی قومی مسلمانان بوسنیایی در دره لاشوا داشتند. بر طبق تحقیقات مرکز پژوهش و اسناد سارایوو در حدود ۲۰۰۰ نفر از ساکنان دره لاشوا در جریان این پاکسازی کشته یا مفقود شدند.

#### جنگ در هرزگوین

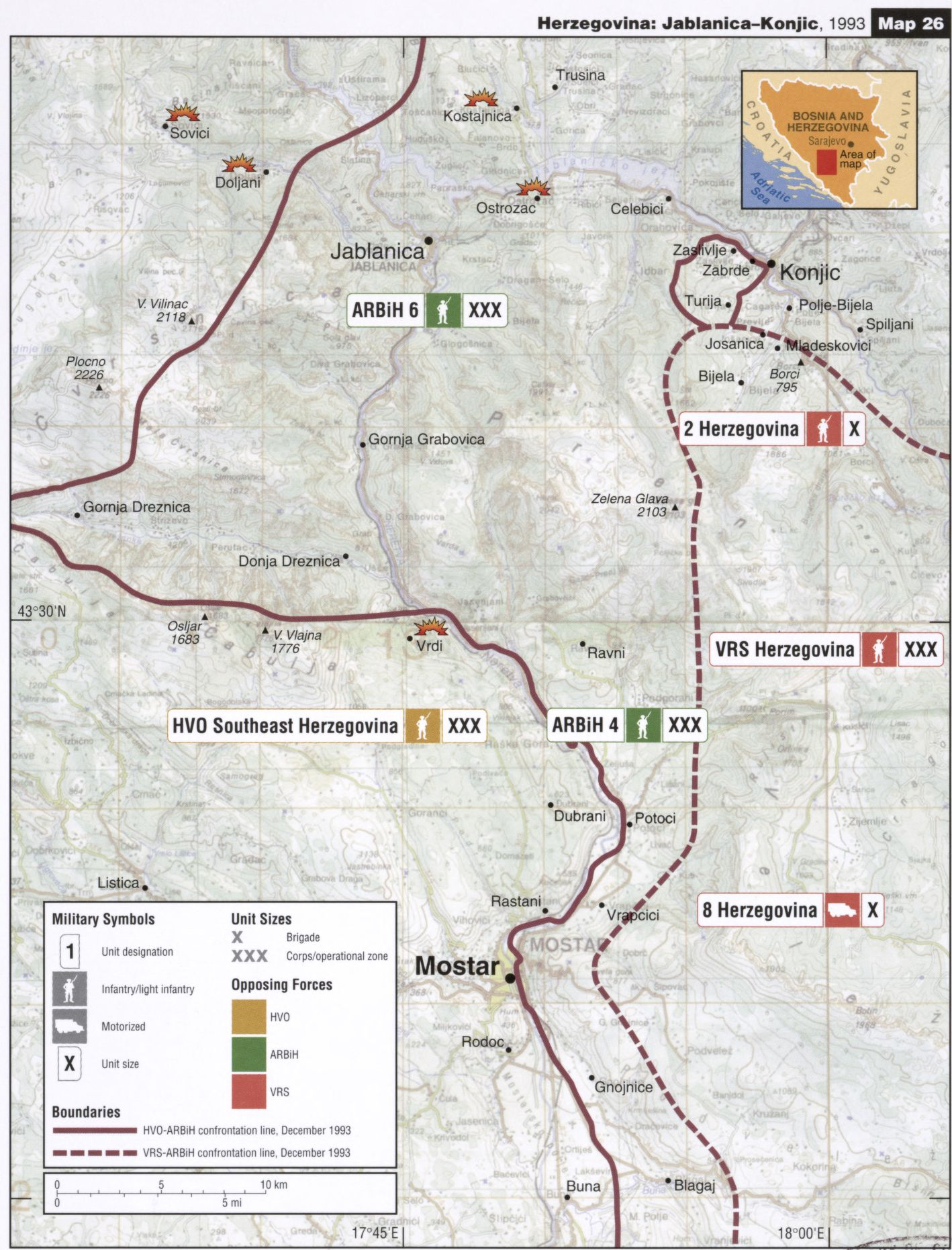
خطوط جبهه در شمال و مرکز هرزگوین در اواخر ۱۹۹۳

جمهوری کروات بوسنی و هرزگوین کنترل بسیاری از دولت‌های شهری در هرزگوین را به‌دست گرفت و رهبران محلی بوسنیایی را برکنار کرد. این جمهوری کنترل رسانه‌های این مناطق را نیز در اختیار گرفت و در آن ایدئولوژی و پروپاگاندا کروات‌ها را تبلیغ می‌کرد. ارز کرواسی پول رسمی شد و زبان کروات در مدارس آموزش داده می‌شد. بسیاری از مقامات دولتی یا افراد در کسب‌وکار خصوصی خود که تبار صرب یا بوسنیایی داشتند مجبور به ترک جایگاه خود شدند. بسیاری از این افراد نیز به اردوگاه‌های کار اجباری فرستاده شدند.
بر طبق تحقیقات دادگاه بین‌المللی کیفری یوگسلاوی سابق نیروهای شورای دفاع کرواسی در صبح ۱۷ آوریل ۱۹۹۳ به روستاهای سویچی و دولیانی در ۵۰ کیلومتری شمال شهر موستار حمله بردند. این حمله بخشی از یک حمله بزرگ‌تر برای تصرف شهر یابلانیتسا بود. فرماندهان شورای دفاع کرواسی در طی محاسبات خود به این نتیجه رسیدند که برای تصرف شهر به دو روز زمان نیاز دارند و روستای سویچی در راه این شهر بود. توپخانه بخش شمالی سویچی را نابود کرد. ارتش بوسنی دست به حمله متقابل زد اما در حدود ساعت ۵ عصر فرمانده ارتش بوسنی در شهر خود را تسلیم کرد. در حدود ۷۰ تا ۷۵ سرباز نیز محاصره شدند. در مجموع ۴۰۰ شهروند مسلمان بوسنیایی دستگیر شدند.

#### محاصره موستار
بخش شرقی شهر موستار برای ۹ ماه تحت محاصره شورای دفاع کرواسی بود و بخش عظیمی از بافت تاریخی شهر به طرز شدیدی آسیب دید. موستار به دو بخش تقسیم شده بود:بخش غربی شهر تحت سلطه نیروهای شورای دفاع کرواسی بود و نیروهای ارتش بوسنی و هرزگوین در بخش شرقی شهر متمرکز شده بودند. در ساعات اولیه ۹ می ۱۹۹۳ نیروهای شورای دفاع کرواسی با توپخانه، خمپاره و اسلحه سنگین و سبک به روی شهر آتش گشودند. نیروهای شورا بر تمامی جاده‌های منتهی به شهر مسلط شدند و ارتباطات خارجی با شهر قطع شد. رادیو موستار اعلام کرد که تمامی شهروندان باید یک پرچم سفید از پنجره خانه‌هایشان آویزان کنند. حمله به این شهر از پیش توسط شورای دفاع کرواسی طراحی و برنامه‌ریزی شده بود.
نیروهای شورای دفاع کرواسی به بخش غربی شهر مسلط شدند و هزاران شهروند بوسنیایی را از خانه‌های خود اخراج کردند و به بخش شرقی شهر فرستادند. نیروهای شورا پل موستار را ویران کردند، یک کشتار جمعی در شهر ترتیب داد و بسیاری از شهروندان بوسنیایی مورد تجاوز قرار گرفتند.
ارتش جمهوری بوسنی و هرزگوین در سپتامبر ۱۹۹۳ عملیاتی تحت عنوان عملیات نرتوا ۹۳ ترتیب داد تا به محاصره شهر پایان بدهد و مناطق تحت تصرف جمهوری کروات بوسنی و هرزگوین را بازپس بگیرد. این عملیات پس از کشتارهایی که در دو روستا علیه شهروندان کروات و اسیران جنگی انجام گرفت، توسط مقامات بوسنیایی متوقف شد. پس از جنگ رهبران شورای دفاع کرواسی نظیر یادرانکو پرلیچ، برونو استوییچ، میلیووی پتکویچ، والنتین چوریچ و بریسلاو پوشیچ و افسر اسلوبودان پرالیاک برای محاکمه به اتهام جنایت علیه بشریت، نقض کنوانسیون ژنو و نقض قوانین یا آداب و رسوم جنگ به دادگاه بین‌المللی کیفری یوگسلاوی سابق فرستاده شدند.

### ۱۹۹۴
کوچ اجباری شهروندان بوسنیایی از مناطق تحت کنترل صرب‌ها بحران آوارگان تشدید شد.

#### کشتار مارکاله
در ۵ فوریه ۱۹۹۴ شهر سارایوو تحت پرتلفات‌ترین حمله تنها در طول دوران محاصره قرار گرفت که به کشتارهای مارکاله معروف شد. در این حمله یک خمپاره‌انداز ۱۲۰ میلی‌متری به مرکز یک بازار شلوغ آتش گشود، ۶۸ نفر را کشت و ۱۴۴ نفر را زخمی‌کرد. فردای آن روز پطرس غالی، دبیرکل سازمان ملل متحد رسماً از ناتو درخواست کرد تا درخواست‌های آینده برای حملات فوری هوایی را بپذیرد.
در ۹ فوریه ناتو اجازه حمله هوایی به توپخانه‌های در یا اطراف سارایوو که به روی شهروندان شهر آتش می‌گشایند را به فرماندهان خود داد. تنها یونان از طرح استفاده از حمله هوایی استقبال نکرد و آن را نپذیرفت با این حال آن را وتو نیز نکرد.
ناتو هم‌چنین به صرب‌های بوسنی اولتیماتوم داد که یا سلاح‌های سنگین خود را تا نیمه‌شب ۲۰–۲۱ فوریه از اطراف سارایوو خارج کنند یا با حمله هوایی روبه‌رو شوند. در ۱۲ فوریه سارایوو اولین روز آزادی خود را از آوریل ۱۹۹۲ تجربه می‌کرد. روند خروج سلاح‌های سنگین صرب‌های بوسنی از ۱۷ فوریه آغاز شد.

#### موافقت‌نامه واشینگتن
جنگ کروات‌ها-بوسنیایی‌ها رسماً در ۲۳ فوریه ۱۹۹۴ و با امضای موافقت‌نامه آتش‌بس میان ژنرال آنته روسو فرمانده شورای دفاع کرواسی و ژنرال رسیم دلیچ فرمانده ارتش بوسنی، در زاگرب به پایان رسید. در ۱۸ مارس همان سال یک موافقت‌نامه صلح با میانجی‌گری آمریکا میان جمهوری بوسنی و هرزگوین و جمهوری کروات بوسنی و هرزگوین در واشینگتن، دی.سی. و وین امضا شد. این توافق به موافقت‌نامه واشینگتن مشهور است.
این موافقت‌نامه قلمروهای تحت سلطه نیروهای دولتی بوسنیایی و کروات را به ۱۰ کانتون خودمختار تقسیم کرد و فدراسیون بوسنی و هرزگوینایجاد شد.

### ۱۹۹۵

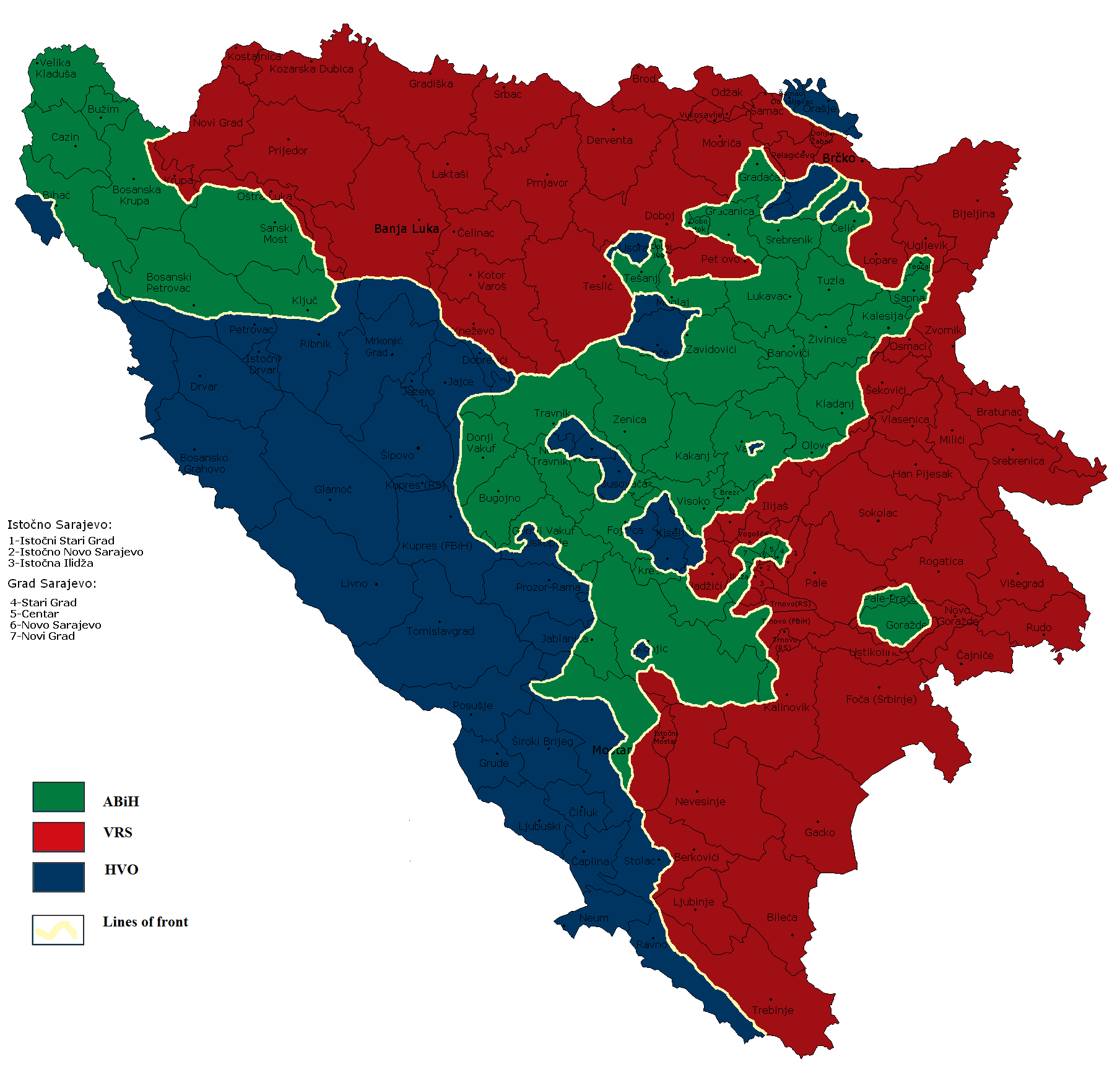
بوسنی و هرزگوین پیش از موافقت‌نامه دیتون

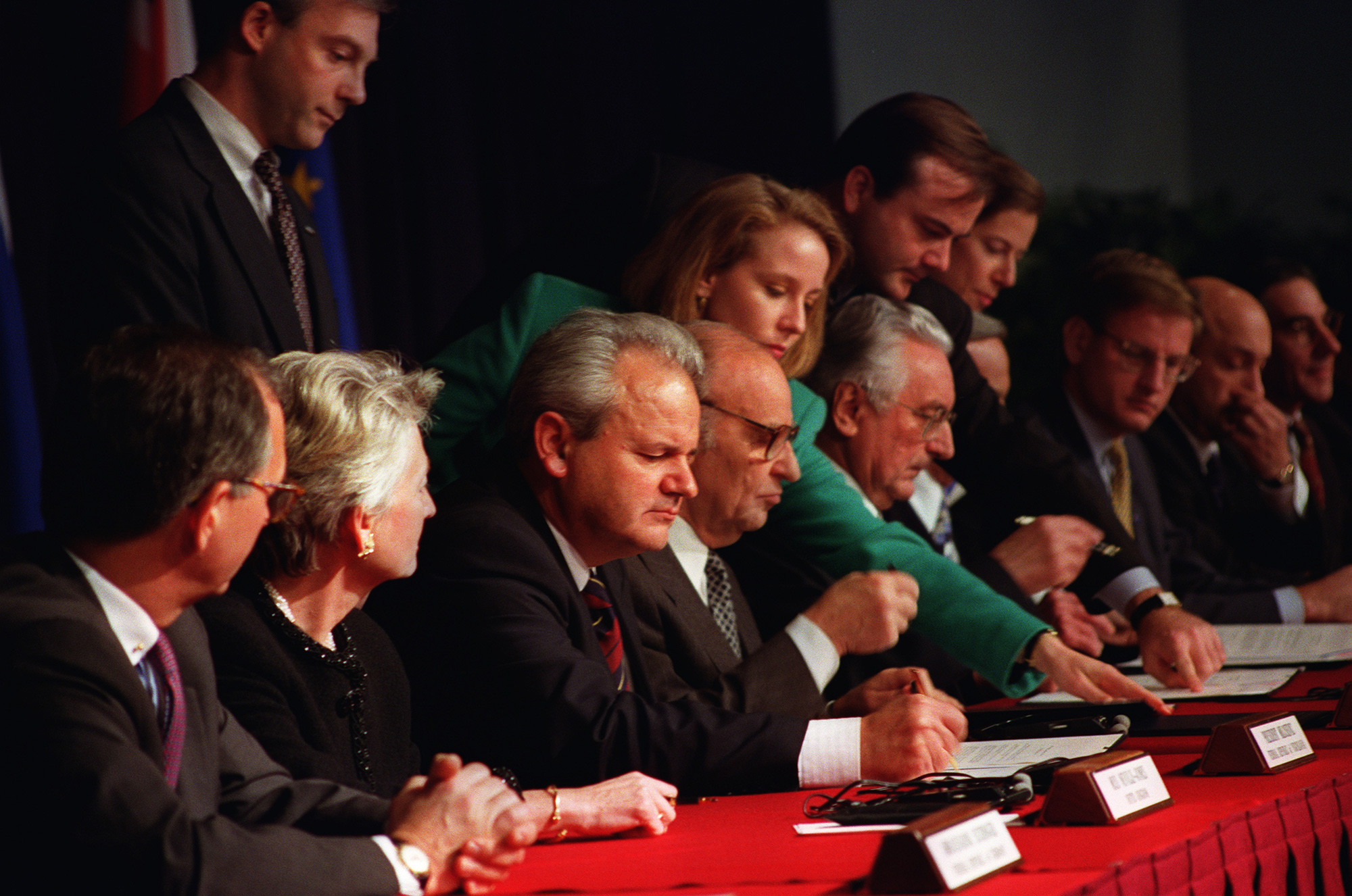
نشسته از چپ به راست:اسلوبودان میلوشویچ، علی عزت بیگویچ و فرانیو توجمان در حال امضای توافق صلح در پاریس در ۱۴ دسامبر ۱۹۹۵

جنگ تا نوامبر ۱۹۹۵ ادامه یافت. در ژوئیه ۱۹۹۵ ارتش جمهوری صرب بوسنی به فرماندهی راتکو ملادیچ منطقه امن سازمان ملل سربرنیتسا در شرق بوسنی را اشغال کرد، در حدود ۸۰۰۰ مرد از شهروندان این منطقه را در جریان کشتار سربرنیتسا قتل‌عام کرد و بیشتر زنان را به منطقه تحت کنترل نیروهای بوسنیایی تبعید کرد که در جریان این تبعید تعدادی از آنان مورد تجاوز قرار گرفتند و کشته شدند. نیروهای هلندی حافظ صلح سازمان ملل که در این منطقه مستقر بودند، نتوانستند مانع تصرف منطقه و کشتارهای بعدی شوند.
دادگاه بین‌المللی کیفری یوگسلاوی سابق این کشتار را به عنوان یک نسل‌کشی شناخت. نیروهای کروات در ۲۵ ژوئیه عملیات تابستان ۹۵ را اجرا کردند. در اوایل اوت عملیات طوفان شروع شد که در جریان آن ارتش کرواسی توانست ۱۰٬۴۰۰ کیلومتر مربع از خاک جمهوری صرب کراینا و استان خودمختار غرب بوسنی را بدست‌آورد و ارتش جمهوری بوسنی و هرزگوین توانست محاصره بیهاچ را بشکند. ارتش جمهوری صرب بوسنی نیز در این سال چندین کشتار صورت داد از جمله کشتار توزلا در ۲۵ می، کشتار سربرنیتسا در ژوئیه و کشتار دوم مارکاله در ۲۸ اوت. در همین راستا در ۳۰ اوت دبیرکل ناتو دستور اجرای عملیات نیروی عمدی را داد که در جریان آن حمله گسترده‌ای علیه مواضع ارتش جمهوری صرب بوسنی آغاز شد. این حملات با پشتیبانی نیروهای سازمان ملل انجام شد.
در ۱۴ سپتامبر حملات هوایی ناتو به حالت تعلیق درآمد تا توافقی با نیروهای صرب بوسنی بر سر عقب‌نشینی سلاح‌های سنگین از اطراف سارایوو به‌دست‌آید. ۱۲ روز بعد، در ۲۶ سپتامبر، یک توافق اولیه میان وزیران امور خارجه بوسنی و هرزگوین، کرواسی و یوگسلاوی در نیویورک به‌دست آمد. در ۱۲ اکتبر طرفین به برقراری یک آتش‌بس ۶۰ روزه به توافق رسیدند و در ۱ نوامبر مذاکرات برای صلح در شهر دیتون اوهایو آغاز شد. در نهایت جنگ با امضای موافقت‌نامه دیتون در ۲۱ نوامبر ۱۹۹۵ به پایان رسید. نسخه نهایی این موافقت‌نامه در ۱۴ دسامبر ۱۹۹۵ در پاریس امضا شد.

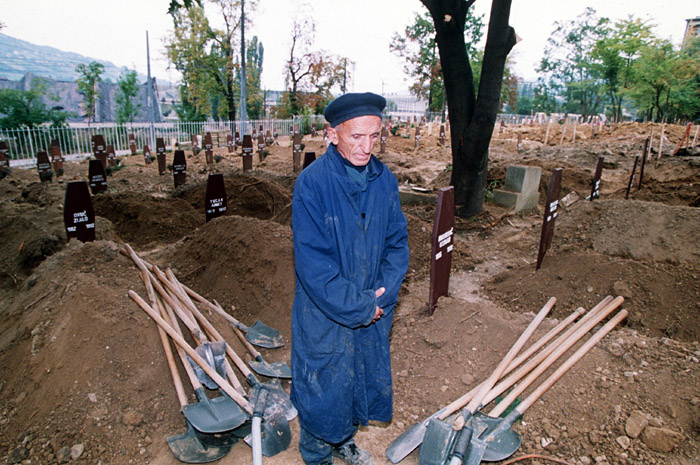
یک گورکن در قبرستان سارایوو در ۱۹۹۲

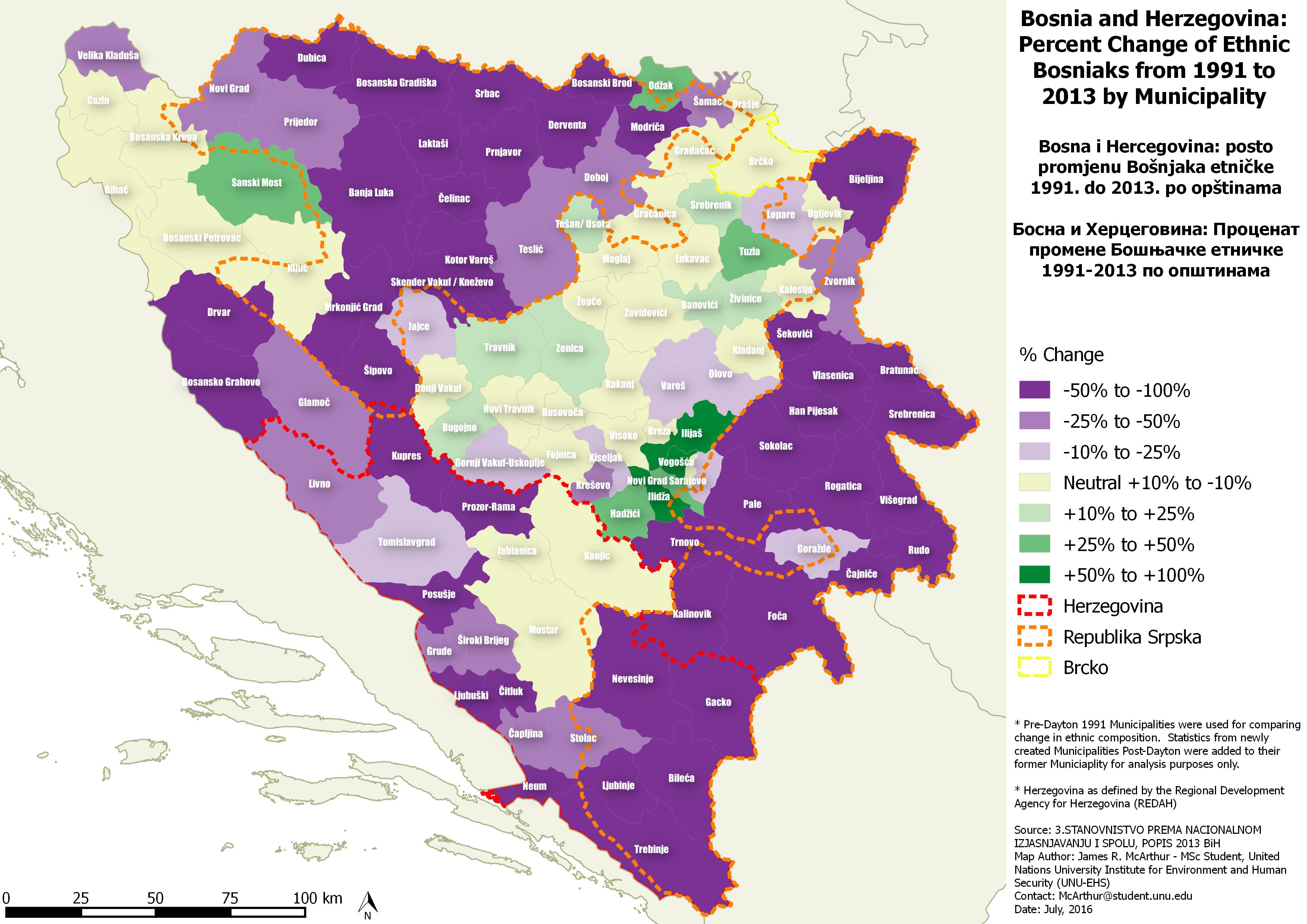
بوسنی و هرزگوین:درصد تغییرات قومی بوسنیایی‌ها از ۱۹۹۱ تا ۲۰۱۳

پس از امضای این موافقت‌نامه، یک واحد ۸۰٬۰۰۰ نفری از نیروهای ناتو در خاک بوسنی و هرزگوین پیاده شدند. این نیروها به سلاح‌های سنگین مجهز بودند و اجازه آتش گشودن در مواقع لزوم را داشتند. این واحد برای برقراری صلح در تمامی نقاط کشور، بازسازی دوباره، بازگرداندن آوارگان به خانه‌هایشان، جمع‌آوری اسلحه از طرفین و کارهای دیگر به کار گرفته شد.

## تلفات
تعداد کشته‌شدگان و هویت قومی آن‌ها همواره مورد مناقشه شدید بوده است. تخمین کشته‌شدگان همواره عددی میان ۲۵٬۰۰۰ تا ۳۲۹٬۰۰۰ نفر بوده است. بخشی از این اختلاف آشکار به دلیل تفاوت در مفهوم کشته‌شدگان در جنگ است. به عنوان مثال در برخی آمارها کشته‌شدگان گرسنگی، سرما، بیماری یا دیگر وضعیت‌های ایجادشده در نتیجه جنگ را جزو کشته‌شدگان جنگ به حساب می‌آورند در حالی که دیگر آمارها اینگونه نیستند.

 استیون ال. بورگ و پاول اس. شاوپ در سال ۱۹۹۹ در این باره نوشته‌اند:
رقم ۲۰۰٬۰۰۰ (یا بیشتر) کشته، زخمی و مفقود در بیشتر گزارش‌های رسانه‌ها از جنگ بوسنی تا اواخر ۱۹۹۴ مرتب ذکر شده است. بولتن مؤسسه بوسنیایی برای بهداشت عمومی کمیته جمهوری برای سلامت و رفاه اجتماعی رقم ۱۴۶٬۳۴۰ کشته و ۱۷۴٬۹۱۴ زخمی را برای کشته‌شدگان در قلمروهای تحت کنترل ارتش بوسنی ذکر کرد. مصطفی امامویچ رقم ۱۴۴٬۲۴۸ کشته را (به همراه کشته‌شدگان از گرسنگی و غیره) عمدتاً مسلمان ذکر کرد. کمیته بین‌المللی صلیب سرخ و کمیساریای عالی سازمان ملل برای پناهندگان اطلاعات دقیقی از رقم کشته‌شدگان و مجروحان جنگ ندارند. یک سند طبقه‌بندی‌نشده به تاریخ نوامبر ۱۹۹۵ از سازمان سیا رقم ۱۵۶٬۵۰۰ شهروند کشته‌شده در جنگ را ذکر می‌کند.

### گزارش‌های RDC
در ژوئن ۲۰۰۷ مرکز پژوهش و اسناد سارایوو (RDC) نتایج تحقیقات وسیع خود را منتشر کرد. این گزارش بر اساس ۹۷٬۲۰۷ نامی که به عنوان کشته‌شدگان و مفقودان در جنگ ۱۹۹۲–۱۹۹۵ پذیرفته شده بود، انجام شد. رئیس واحد جمعیتی دادگاه جنایات جنگی سازمان ملل این گزارش را «بزرگ‌ترین پایگاه داده‌های موجود از قربانیان بوسنیایی جنگ» خواند. بیش از ۲۴۰٬۰۰۰ داده مختلف توسط یک تیم بین‌المللی از کارشناسان در این گزارش جمع‌آوری و ارزیابی شد.
مرکز پژوهش و اسناد سارایوو اعلام کرد این‌ها تنها داده‌های پذیرفته شده هستند و چندهزار داده هنوز مورد بررسی قرار نگرفته‌اند. بر طبق این گزارش حداقل ۳۰ درصد از قربانیان بوسنیایی زنان و کودکان بودند.
در نهایت در ژوئن ۲۰۱۲ این مرکز گزارش نهایی خود را منتشر کرد. این گزارش ۱۰۱٬۰۴۰ کشته یا مفقود را دربرداشت. از بین این افراد ۶۱٬۴ درصد بوسنیایی، ۲۴٬۷ درصد صرب، ۸٬۳ درصد کروات و کم‌تر از ۱ درصد از دیگر قومیت‌ها بودند. بیش از ۵ درصد افراد نیز هویت مشخصی برای آن‌ها ذکر نشده بود.
تعداد غیرنظامیان کشته‌شده ۳۸٬۲۳۹ نفر بود که ۳۷٬۹ درصد از کل جمعیت کشته‌شدگان را تشکیل می‌داد. ۸۱٬۳ درصد از کشته‌شدگان بوسنیایی، ۱۰٬۹ درصد از کشته‌شدگان صرب و ۶٬۵ درصد از کشته‌شدگان کروات غیرنظامی بودند. این ارقام حداقل بود زیرا هنوز ۵٬۱۰۰ قربانی را در هیچ‌کدام از دسته‌ها قرار نداده بودند.

### گزارش‌های ICTY
تحقیقات سال ۲۰۱۰ اداره دادستانی دادگاه لاهه حداقل رقم کشته‌شدگان را ۸۹٬۱۸۶ و درست‌ترین رقم را ۱۰۴٬۷۳۲ نفر اعلام کرد. تهیه‌کنندگان این گزارش گفته‌اند که این رقم احتمالاً کمی از رقم واقعی کم‌تر است. این رقم شامل کشته‌شدگان بر اثر حوادث اتفاقی ناشی از جنگ و هم‌چنین کشته‌شدگان در کشتارها را نیز شامل می‌شد.

### دیگر آمارها
تا کنون هیچ آمار دقیقی از تلفات جنگ کروات‌ها-بوسنیایی‌ها با تفکیک هویت قومی آن‌ها تهیه نشده است. با این حال بر طبق اطلاعات مرکز پژوهش و اسناد سارایوو از کشته‌شدگان، در مرکز بوسنی ۶۲ درصد از کشته‌شدگان یعنی ۱۰٬۴۴۸ نفری که کشته‌شدن آنان در این جنگ تأیید شده است بوسنیایی، ۲۴ درصد کروات و ۱۳ درصد صرب بودند.
هم‌چنین بر طبق اعلام سازمان ملل، ۱۶۷ نفر از نیروهای سازمان ملل از فوریه ۱۹۹۲ تا مارس ۱۹۹۵ در جنگ بوسنی کشته شدند.
در بیانیه‌ای که هریس سیلاجیچ در سپتامبر ۲۰۰۸ به مجمع عمومی سازمان ملل متحد فرستاد بیان کرد «بر طبق آمار کمیته بین‌المللی صلیب سرخ، ۲۰۰٬۰۰۰ کشته شدند که ۱۲٬۰۰۰ تن از آنان کودک بودند. تا ۵۰٬۰۰۰ زن مورد تجاوز قرار گرفتند و ۲٬۲ میلیون نفر وادار به ترک خانه‌هایشان شدند. این جنگ یک نسل‌کشی واقعی بود.» البته سیلاجیچ و برخی دیگر متهم شده‌اند که با بزرگ‌نمایی در تعداد کشته‌شدگان سعی دارند تا حمایت جامعه جهانی را به خود جلب کنند. در گزارشی که صلیب سرخ در سال ۲۰۱۰ منتشر کرد، تعداد کل کشته‌شدگان در جریان جنگ‌های بالکان در دهه ۱۹۹۰ را در حدود ۱۴۰٬۰۰۰ نفر اعلام کرد.
در سال ۲۰۱۲ سازمان عفو بین‌الملل اعلام کرد سرنوشت حدود ۱۰٬۵۰۰ نفر از مفقودان جنگ که اکثراً از مسلمانان بوسنیایی هستند، هم‌چنان نامعلوم است. اجساد قربانیان با گذشت دو دهه از جنگ هم‌چنان از زیر خاک بیرون آورده می‌شود. در ژوئیه ۲۰۱۴ اجساد ۲۸۴ قربانی از یک گور دسته‌جمعی در روستای توماشیتسا در نزدیکی شهر پرییدور بیرون کشیده شد.
کمیسیون حقوق بشر سازمان ملل متحد اعلام کرده است که جنگ بوسنی موجب آواره شدن ۲٬۲ میلیون نفر شده است. چنین رقمی از زمان جنگ جهانی دوم تا کنون در اروپا بی‌سابقه بوده است.

## جنایات جنگی

### پاکسازی قومی

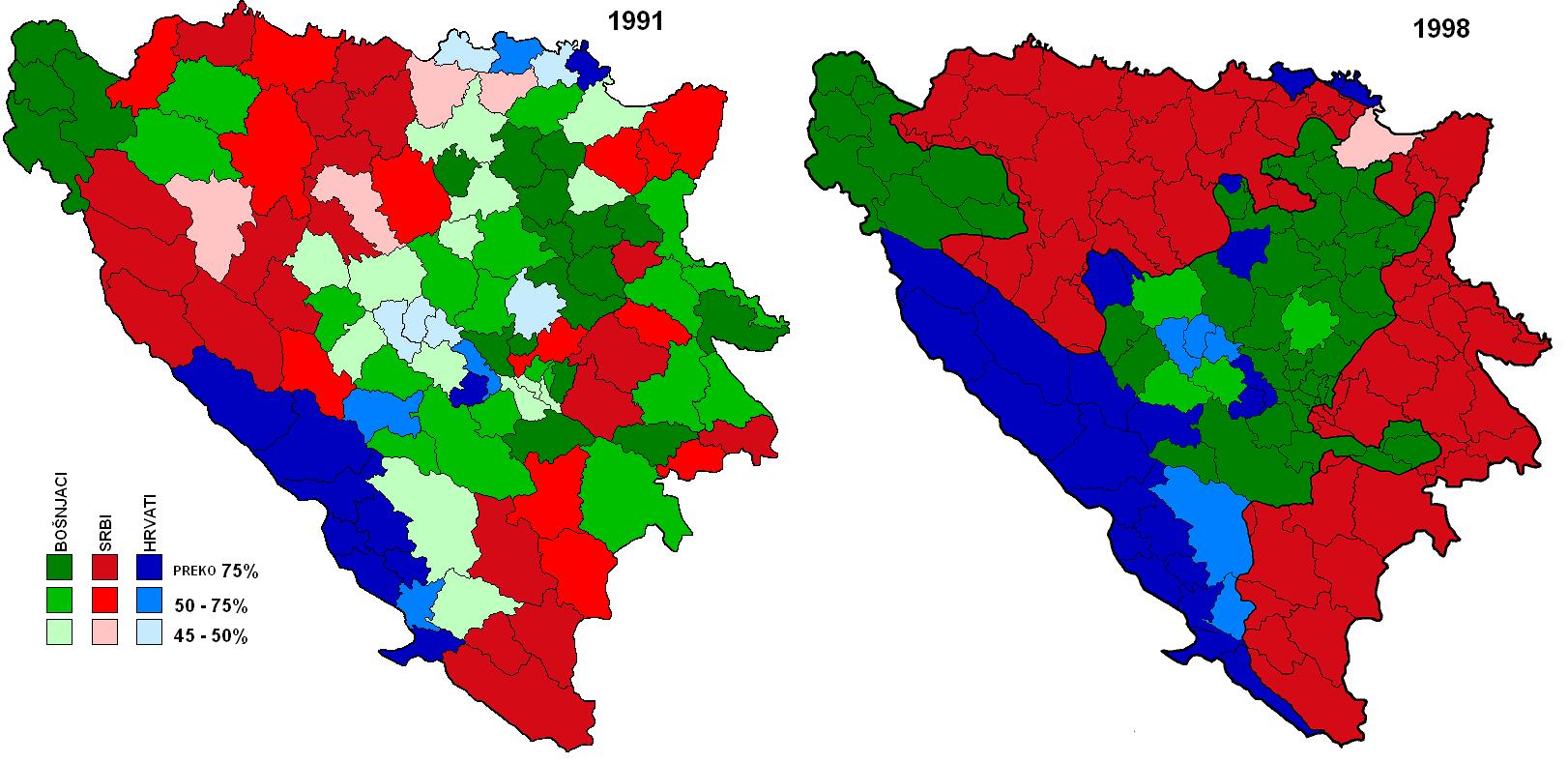
پراکندگی قومی در نقاط مختلف بوسنی و هرزگوین پیش از جنگ (۱۹۹۱) و پس از جنگ (۱۹۹۸)

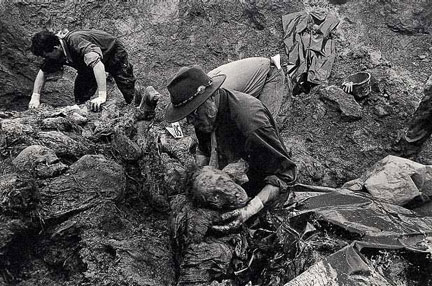
خارج کردن اجساد از زیر خاک، سربرنیتسا، ۱۹۹۶

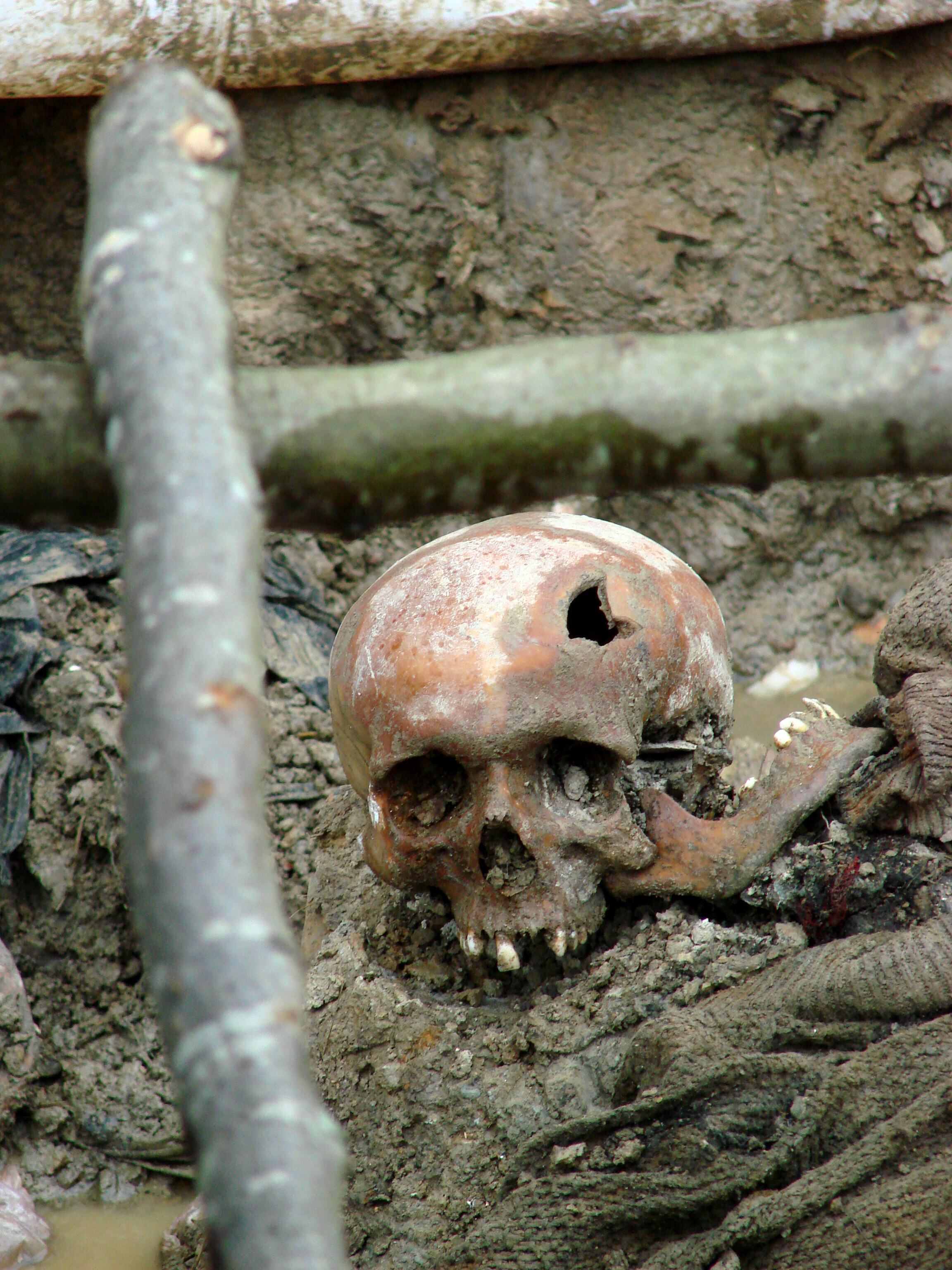
جمجمه یکی از قربانیان کشتار سربرنیتسا که در سال ۲۰۰۷ از یک گور جمعی در روستای دونیی پوتوچاری یافت شد.

پاکسازی قومی در جنگ‌ها یک پدیده ددمنشانه است. این پدیده با تبعید، مهاجرت و جایگزینی اجباری و کشتار صورت می‌پذیرد. بر طبق گزارش‌های دادگاه بین‌المللی کیفری یوگسلاوی سابق نیروهای صرب و کروات در سرزمین‌های تحت کنترل خود به پاکسازی قومی مبادرت نمودند و سیاست‌مداران آن‌ها تلاش داشتند تا در مناطق تحت تصرف خود سرزمین‌های با خلوص قومی کامل ایجاد کنند (جمهوری صرب بوسنی و جمهوری کروات بوسنی و هرزگوین). گزارش سازمان سیا در گزارشی در سال ۱۹۹۵ اعلام کرد که نیروهای صرب بوسنی مسئول ۹۰ درصد از پاکسازی‌های قومی در زمان جنگ هستند.
بر پایه اسناد متعدد موجود به‌دست‌آمده از شورای دفاع کرواسی، رهبران کروات یک برنامه جامع برای پاکسازی قومی مسلمانان بوسنیایی در دره لاشوا داشتند. بر طبق تحقیقات مرکز پژوهش و اسناد سارایوو در حدود ۲۰۰۰ نفر از ساکنان دره لاشوا در جریان این پاکسازی کشته یا مفقود شدند. داریو کوردیچ از رهبران شورای دفاع کرواسی طراح این برنامه بود.
هم‌چنین مواردی هرچند نادر از تلاش نیروهای بوسنیایی برای پاکسازی قومی در مناطق تحت تصرف خود وجود دارد.

### نسل‌کشی
دیوان بین‌المللی دادگستری در ۲۶ فوریه ۲۰۰۷ مسئولیت مستقیم نسل‌کشی در صربستان را با نیروهای صرب بوسنی دانست. هم‌چنین این دادگاه بیان داشت که صربستان نتوانست مانع نسل‌کشی توسط صرب‌های بوسنی شود و هم‌چنان مسئولان آن نسل‌کشی‌ها را نیز مجازات نکرد یا آن‌ها را به دست عدالت نسپرد. در پیامی که پیتر گالبرایت، سفیر ایالات متحده در کرواسی در ۸ فوریه ۱۹۹۴ به کاخ سفید فرستاد، خبر از وقوع نسل‌کشی داد. در این پیام آمده بود که گلوله‌باران‌های بی‌امان ارتش رادوان کاراجیچ به سمت سارایوو، آزار و اذیت گروه‌های اقلیت در شمال بوسنی برای اجبار آنان به فرار از محل زندگی خود و استفاده از زندانیان برای انجام کارهای خطرناک در خط مقدم همه از شواهدی هستند که نشان می‌دهند یک نسل‌کشی در حال وقوع است. کنگره ایالات متحده آمریکا در سال ۲۰۰۵ در بیانیه‌ای اعلام کرد که «سیاست‌های پرخاش‌گرانه و پاکسازی قومی صربستان را می‌توان یک نسل‌کشی خواند.»
با وجود شواهد بسیاری از موارد متعدد جنایت جنگی که توسط نیروهای صرب در مناطق مختلف بوسنی و هرزگوین مانند سارایوو، بیه‌لینا، پرییدور، زوورنیک، بانیا لوکا، فوچا و ویشه‌گراد انجام گرفت، اما نظر قاضی‌ها بر اینست که معیارهای نسل‌کشی در نابودی مسلمانان بوسنی تنها در جریان کشتار سربرنیتسا و شرق بوسنی در سال ۱۹۹۵ مشهود است.
دادگاه نتیجه گرفت که موارد متعدد جنایات صورت گرفته در جریان جنگ را می‌توان جنایت علیه بشریت خواند اما این اقدامات به‌خودی‌خود نسل‌کشی نیستند. پس از استقلال مونته‌نگرو در می ۲۰۰۶ دادگاه اعلام کرد مسئولیت هر اتفاقی در زمان جنگ با صربستان و مونته‌نگرو خواهد بود.

### تجاوز

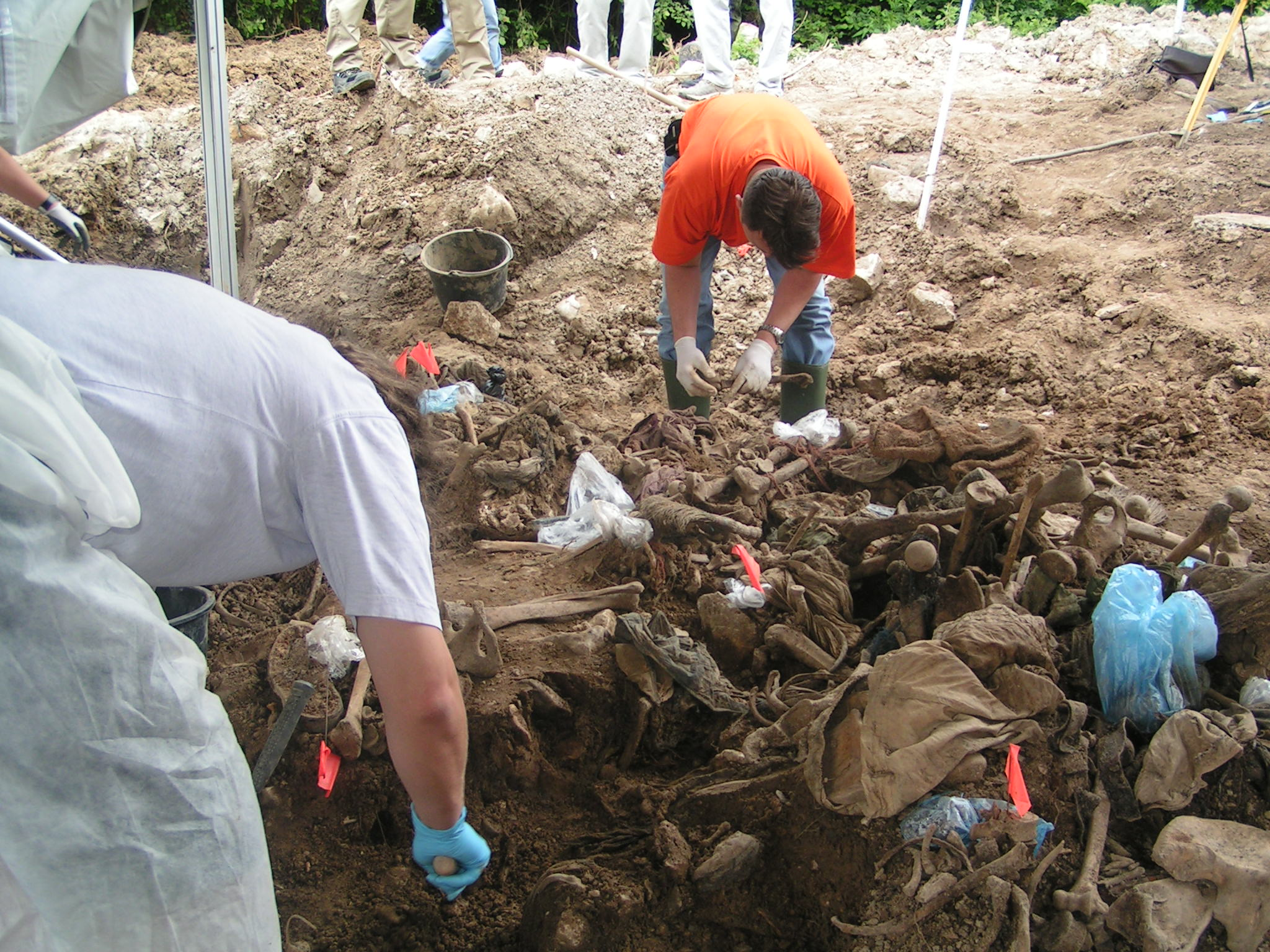
حفاری یک گور دسته جمعی در شرق بوسنی. مردان غیرنظامی فوچا اعدام شدند در حالی که زنان توسط اعضای نیروهای مسلح صرب بوسنی بازداشت و بارها مورد تجاوز قرار گرفتند.

تخمین زده می‌شود که بین ۲۰٬۰۰۰–۵۰٬۰۰۰ زن و دختر که اکثر آن‌ها از مسلمانان بوسنیایی بودند، در جریان جنگ مورد تجاوز جنسی قرار گرفتند. این کار یک «تجاوز گروهی» خوانده شده است که نیروهای صرب بوسنی از آن به‌عنوان یک سلاح در جنگ استفاده می‌کردند. برای نخستین بار در تاریخ حقوق قضایی دادگاه بین‌المللی کیفری یوگسلاوی سابق اعلام کرد که «تجاوز سیستماتیک» و «بردگی جنسی» در زمان جنگ از موارد جنایت علیه بشریت بوده است. تجاوزهای جمعی بیشتر در شرق بوسنی اتفاق افتاده است (از جمله در جریان کشتارهای فوچا و کشتارهای ویشه‌گراد). زنان و دختران در بازداشتگاه‌های مختلف در شرایط غیرقابل‌تحمل و غیربهداشتی نگه‌داشته می‌شدند و به اشکال مختلف با آنان بدرفتاری می‌شد. چندین اردوگاه تجاوز در فوچا وجود داشت. «خانهٔ کارامان» یکی از مشهورترین این اردوگاه‌ها بود.

### اقدامات قانونی
دادگاه بین‌المللی کیفری یوگسلاوی سابق در سال ۱۹۹۳ و برای محاکمه جنایتکاران جنگی در جریان جنگ در یوگسلاوی سابق تشکیل شد. این دادگاه در لاهه واقع شده است.
تا اوایل سال ۲۰۰۸، ۴۵ صرب، ۱۲ کروات و ۴ بوسنیایی به اتهام ارتکاب به جنایت جنگی در جریان جنگ‌های بالکان در دهه ۱۹۹۰ محاکمه شدند. صرب‌ها و کروات‌ها به جنایت جنگی سیستماتیک متهم شدند. بیشتر رهبران صرب بوسنی در زمان جنگ نظیر بیلیانا پلاوشیچ، مومچیلو کراییشناک، رادوسلاو برجانین و دوشکو تادیچ به اتهام جنایت جنگی و پاکسازی قومی محاکمه و محکوم شدند.
دادگاه رادوان کاراجیچ و راتکو ملادیچ هم‌چنان در جریان است. آن‌ها در ارتباط با محاصره سارایوو و کشتار سربرنیتسا متهم شده‌اند. رئیس‌جمهور اسلوبودان میلوشویچ نیز در ارتباط با موارد مربوط به جنایات جنگی در بوسنی، نقض کنوانسیون ژنو، جنایت علیه بشریت و نسل‌کشی به دادگاه برده شد اما پیش از اتمام محاکمه و در سال ۲۰۰۶ درگذشت.
پس از مرگ علی عزت بیگویچ، دادگاه لاهه فاش کرد که پرونده وی به اتهام جنایت جنگی در دست بررسی بوده است. با این حال مدارک کافی مبتنی بر دست داشتن وی در جنایات جنگی یافت نشد. با این حال چندین فرمانده از ارتش بوسنی و هرزگوین در دادگاه محاکمه و محکوم شدند.

### مصالحه
بوریس تادیچ رئیس‌جمهور صربستان در ۶ دسامبر ۲۰۰۴ در بوسنی و هرزگوین از تمامی مردمی که توسط صرب‌ها در زمان جنگ بوسنی مورد اذیت و آزار واقع شده بودند عذرخواهی کرد.
ایوو یوسیپوویچ رئیس‌جمهور کرواسی در آوریل ۲۰۱۰ بابت نقش این کشور در جنگ بوسنی عذرخواهی کرد. پس از آن بوسنی و هرزگوین روابط خود را با کرواسی به سرعت گسترش داد.
در ۳۱ مارس ۲۰۱۰ پارلمان صربستان جنایات انجام‌شده در ژوئیه ۱۹۹۵ علیه مردم مسلمان بوسنیایی در سربرنیتسا را محکوم کرد و از خانواده قربانیان این کشتار عذرخواهی نمود.

## ارزیابی جنگ

### جنگ داخلی یا جنگ تجاوزکارانه
با توجه به دخالت صربستان و کرواسی، بحث بر سر آن که جنگ در بوسنی یک جنگ داخلی بوده یا خیر شدید است.
برخی باور دارند جنگ بوسنی یک جنگ داخلی بود که در آن گروه‌های مختلف بر سر تقسیم قدرت با هم به توافق نرسیده بودند. از طرفی دیگر برخی بر این باورند این جنگ یک جنگ تجاوزکارانه بوده است زیرا صرب‌های بوسنی و کروات‌های بوسنی از طرف صربستان و کرواسی حمایت می‌شدند و کاملاً به آنان متکی بودند.
ماری کالدور استاد دانشگاه در آکسفورد معتقد است که این جنگ را باید نمونه‌ای از جنگ‌های جدید نامید. این‌گونه جنگ‌ها در واقع جنگ داخلی یا جنگ بین دولت‌ها نیستند، بلکه ترکیبی از آن دو هستند.

## در فرهنگ عامه

### فیلم
جنگ بوسنی در چندین اثر هالیوود به نمایش گذاشته شده است. از بین این آثار می‌توان به فیلم پشت خطوط دشمن با بازی اوون ویلسون، جشن شکار با بازی ریچارد گی‌یر و فیلم مصلح با بازی جرج کلونی و نیکول کیدمن اشاره کرد.
در سرزمین خون و عسل فیلمی به کارگردانی، تهیه‌کنندگی و نویسندگی آنجلینا جولی است که یک داستان عاشقانه را در جریان جنگ بوسنی به نمایش می‌گذارد.
فیلم بریتانیایی به سارایوو خوش آمدید زندگی مردم سارایوو در زمان محاصره سارایوو را به نمایش می‌گذارد.
دانیس تانویچ کارگردان بوسنیایی برای فیلم سرزمین هیچ‌کس جایزهٔ بهترین فیلم خارجی‌زبان در هفتاد و چهارمین دوره جوایز اسکار و پنجاه و نهمین مراسم گلدن گلوب را دریافت کرده است. این فیلم داستان دو سرباز، یکی صرب و دیگری بوسنیایی است که در یک خندق گرفتار می‌شوند. همچنین یاسمیلا ژبانیچ کارگردان زن بوسنیایی برای فیلم گرباویتسا توانست جایزهٔ خرس طلایی جشنواره بین‌المللی فیلم برلین را از آن خود کند. این فیلم داستان زندگی مادری تنها در سارایوو در زمان جنگ است.
فیلم زندگی یک معجزه است به کارگردانی امیر کوستوریتسا کارگردان بوسنیایی نامزد دریافت جایزه در جشنواره فیلم کن ۲۰۰۴ بود. این فیلم داستان رابطهٔ عاشقانه یک مهندس صرب و یک زن مسلمان بوسنیایی است.
فیلم افشاگر داستان واقعی زندگی کاترین بولکوواتس، از نیروهای پاسدار صلح سازمان ملل متحد در بوسنی است که پرده از قاچاق انسان توسط سازمان ملل در دوران پس از جنگ، برمی‌دارد.

#### سریال
واریور سریال تلویزیونی بریتانیایی در سبک درام است که توسط لی جکسون نوشته شده است. تهیه‌کنندهٔ این سریال، نایجل استافورد-کراک و کارگردان آن پیتر کوسمینسکی است. این سریال تلویزیونی بازگوکننده داستان گروهی از سربازان حافظ صلح بریتانیایی شرکت‌کننده در عملیات حفاظت سازمان ملل متحد در ویتز در بوسنی و هرزگوین در جریان پاکسازی قومی دره لاشوا در سال ۱۹۹۳ است. این سریال در سال ۱۹۹۹ از شبکهٔ بی‌بی‌سی وان پخش می‌شد.

#### مستند
مستند مرگ یوگسلاوی احتمالاً کامل‌ترین مستندی است که تا کنون از جنگ بوسنی و به‌طور کلی از جنگ‌های بالکان تا سال ۱۹۹۵ ساخته شده است. این مستند در ۳ سپتامبر ۱۹۹۵ منتشر شد. در این مستند، صحنه‌های مصاحبه‌هایی با اسلوبودان میلوشویچ، رادوان کاراجیچ، علی عزت بیگویچ، فرانیو توجمان، میلان کوچان، هریس سیلاجیچ و بسیاری افراد دیگر وجود دارد.

### بازی‌های ویدئویی
بازی این جنگ منه (This War of Mine) در جریان محاصره شهر سارایوو در سال ۱۹۹۲ به مدت ۱۴۲۵ روز (۳ سال و ۱۰ ماه و ۳ هفته و ۳ روز) اتفاق می‌افتد. در این بازی شما کنترل چند نفر را در دست دارید و باید زنده بمانید. این بازی ساختهٔ استودیوی لهستانی ۱۱ بیت است.

## مسئولیت حقوقی هلند و نقش روسیه در قطعنامه نسل‌کشی
در ژوئیهٔ ۲۰۱۴ دادگاهی در هلند حکم داد که مسئولیت حقوقی قتل بیش از ۳۰۰ مرد و کودک مسلمان بوسنیایی در شهر سربرنیتسا به دست صرب‌ها در سال ۱۹۹۵ بر عهدهٔ دولت هلند است. سربازان هلندی این افراد را به صرب‌ها تحویل دادند. به گفته دادگاه، ارتش باید می‌دانست که آن‌ها در صورت تحویل داده شدن به صرب‌ها کشته خواهند شد. دولت هلند به پرداخت خسارت به خانواده‌های این قربانیان محکوم شد. دادگاه، دولت هلند را در رابطه با کشتار بیش از ۷۰۰۰ نفر مسلمان دیگر که در اطراف پایگاه نظامی سربازان هلندی در سربرنیتسا پناه گرفته بودند مسئول ندانست. روسیه هم‌چنین مانع از تصویب قطعنامه‌ای شد که بر مبنای آن این رخداد به عنوان یک نسل‌کشی توصیف شود.

## حمایت حزب‌الله لبنان از مسلمانان
حزب‌الله لبنان در جریان جنگ به نفع مسلمانان وارد عمل شد. نیروهای حزب‌الله خاطره و وجه خوبی از خود در بین مردم منطقه بجا گذاشته و پس از پایان جنگ بوسنی را ترک کردند. فرماندهی نیروهای حزب‌الله لنان بر عهده علی أحمد فیاض ملقب به علاء البوسنة بود.